# Alfa Romeo 33
L'Alfa Romeo 33 è un'autovettura prodotta dalla casa automobilistica italiana Alfa Romeo dal 1983 al 1995 nello stabilimento Alfa Romeo di Pomigliano d'Arco.

## Storia

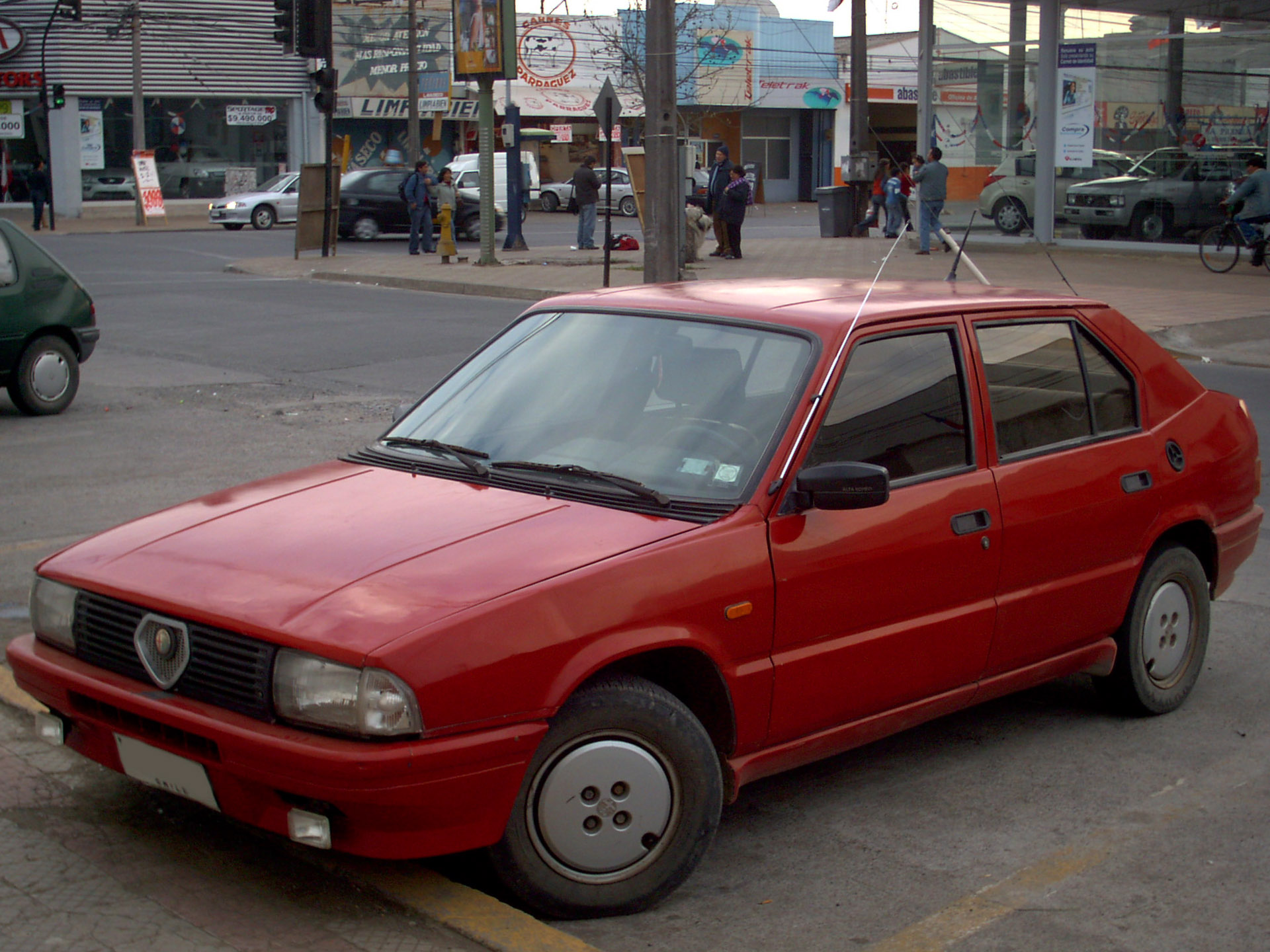
33 1.5 Ti del 1985

L'Alfa 33 deve il suo nome alla 33 Stradale ed è la diretta discendente dell'Alfasud. Infatti, dalla sua progenitrice erediterà il pianale, il motore boxer e alcuni dettagli meccanici e logistici: ad esempio, la disposizione della pedaliera che sopravviverà a lungo nella casa di Arese, nonché la divisione della vasca servizi dal vano motore, che allo stesso tempo conferiva robustezza strutturale all'avantreno, mentre la stabilità del retrotreno della nuova 33 continua ad essere garantita dal parallelogramma di Watt, che equilibra l'ormai consueto assale rigido posteriore. Viene invece razionalizzato l'impianto frenante, all'epoca raffinato, ma troppo esoso e ricercato; se ne adotta uno più pratico e convenzionale: i dischi anteriori che al centro fiancheggiavano il cambio ora si trovano più comunemente alle ruote, ai dischi posteriori vengono sostituiti i più tradizionali tamburi mentre il freno a mano, che prima comandava le pinze anteriori, ora agisce sulle ganasce posteriori; una soluzione che inoltre rendeva le manutenzioni più semplici e quindi meno onerose per l'utente. Totalmente nuovo è invece il vestito che Ermanno Cressoni confeziona per la nuova Alfa che adotta una carrozzeria più dinamica ed in linea con gli allora moderni stilemi fatti di spigoli e linee più decise e quadrate: viene mantenuta la soluzione a cuneo, ma la rivoluzionaria coda tronca e spiovente di Giugiaro ora sembra quasi il baule di una 3 volumi, nel quale però si mimetizza il moderno portellone che per tanta parte della carriera era stato invocato sull'Alfasud. Tuttavia rimane molto simile lo schema portante della carrozzeria: ad esempio il vano della ruota di scorta è identico, come altrettanto lo è il serbatoio e la sua ubicazione, uguale anche l'apertura del cofano motore ed il pianale nonché la dislocazione della presa di rifornimento.
Analogamente a quanto successo per l'Alfa 75, nonostante l'anzianità della base meccanica, la modernità del progetto originario permise alla neonata Alfa 33 di mantenere elevata l'immagine del marchio che la distingueva.
L'Alfa 33, disponibile solo in versione a 5 porte (berlina e wagon), veniva assemblata a Pomigliano d'Arco e fu un grande successo: tra il 1983 e il 1995 vennero prodotti quasi un milione di esemplari, il che ne fece la seconda vettura più venduta in assoluto nella storia dell'Alfa Romeo dopo l'Alfasud (la quale superò il milione di esemplari prodotti).
Nei 12 anni di produzione subì molte evoluzioni, sia tecniche che estetiche, tuttavia si può dividere la carriera del modello in 2 serie.

## La prima serie 905 (1983–1986)

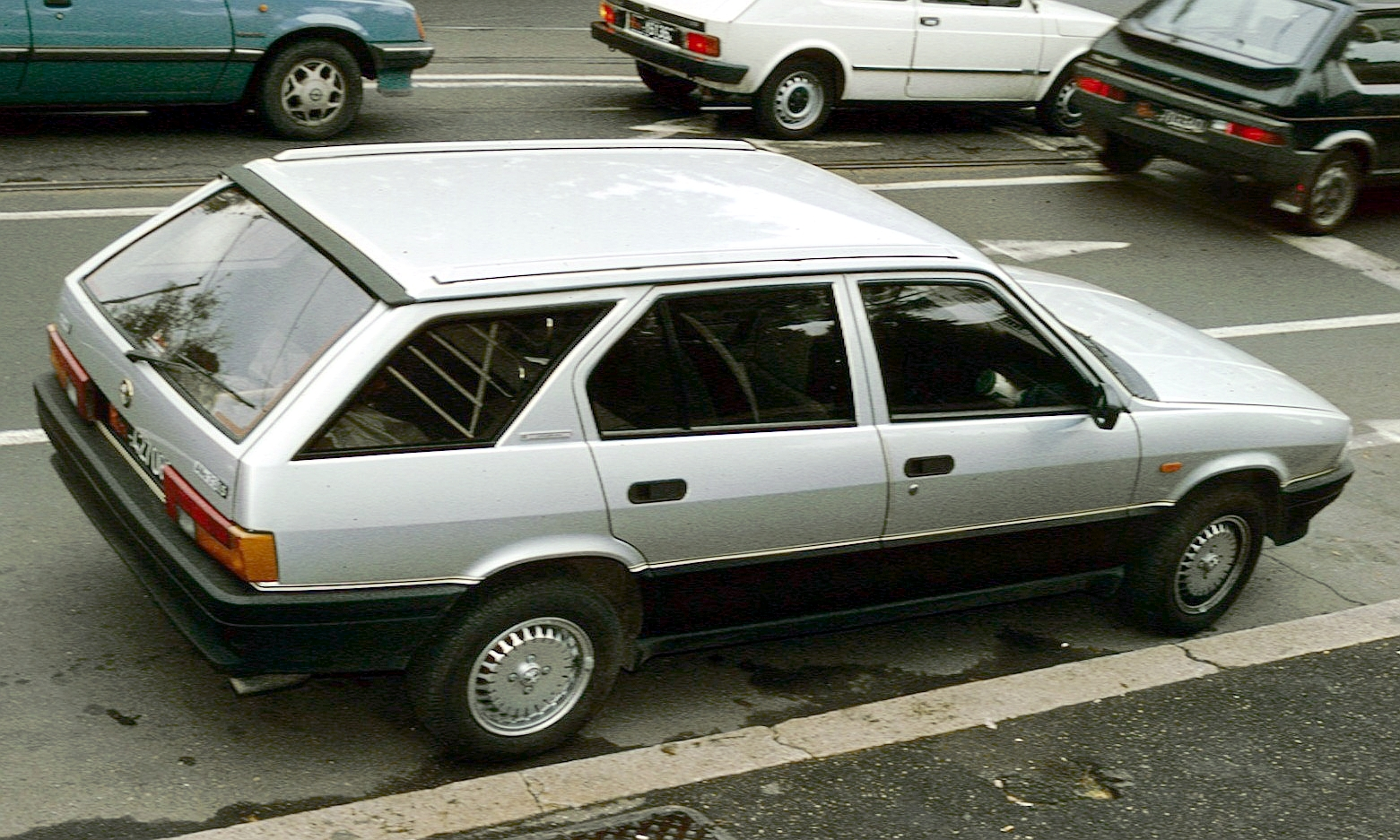
Vista laterale di un'Alfa Romeo 33 Sportwagon

Al momento della presentazione (estate 1983) era disponibile in 2 versioni, la 1.3, spinta dal 4 cilindri di 1351 cm³ da 79 CV alimentato da un carburatore doppio corpo (lo stesso delle Alfasud 1.3 SC) e la 1.5 Quadrifoglio Oro che però, a differenza della poderosa Alfasud Quadrifoglio Oro da 95 CV grazie ai carburatori Weber bicorpo, aveva un propulsore più parsimonioso di 85 CV ma altrettanto allegro, in pratica quello che equipaggiava le vecchie (oggi molto rare) versioni a 4 porte dell'Alfasud Super 1.5, cioè la motorizzazione di punta della vecchia gamma Super. Le due varianti della 33 differivano anche per l'allestimento interno ed esterno. La più ricca Quadrifoglio Oro era riconoscibile per la mascherina color argento metallizzato, gli ampi fascioni neri laterali, i copricerchi integrali, i profili color oro nei paraurti, gli indicatori di direzione anteriori con trasparente bianco, i lavatergifari anteriori, i rivestimenti interni in tessuto pregiato, il volante in legno e la dotazione più completa. La 1.3, priva di fascioni laterali, aveva invece la mascherina nera, coprimozzi neri sui cerchioni, i trasparenti arancioni per le frecce anteriori, il volante in plastica, rivestimenti meno pregiati e una dotazione di accessori ridotta.
Per alcuni mercati esteri, non su quello italiano, alla base della gamma si poneva il 1.2 (1186 cm³) della precedente Alfasud e dell'Arna, nella versione con carburatore doppio corpo (68 CV).
Una delle particolarità della prima serie consisteva nel quadro strumenti solidale con il piantone del volante regolabile ispirato vagamente alla Lamborghini Miura.
Nel 1984, con la definitiva uscita di scena delle Alfasud, la gamma della 33 si arricchì delle versioni 1.3 S, 1.5 4x4, 1.5 Quadrifoglio Verde e Giardinetta.

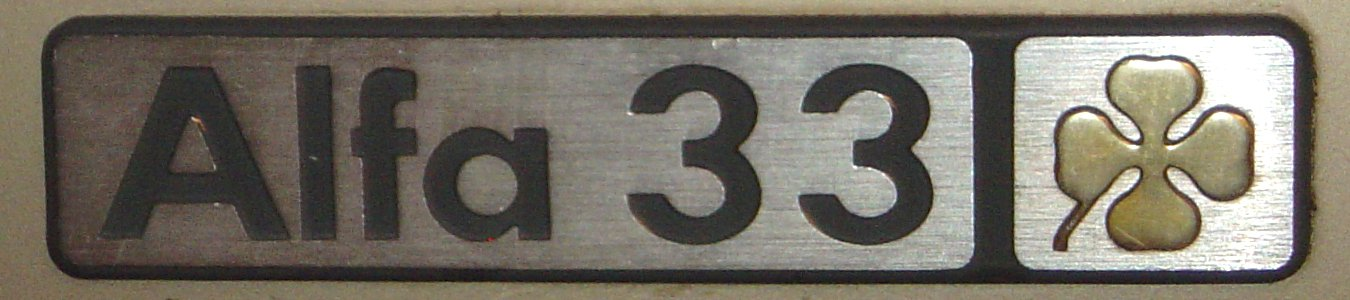
Il logo “Quadrifoglio Oro” su un'Alfa 33 prima serie

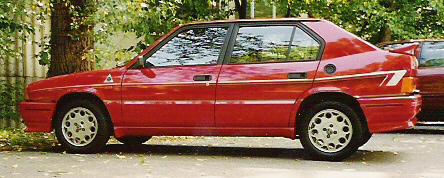
Vista laterale di una Alfa 33 I serie Quadrifoglio del 1986

L'Alfa 1.3 S era simile alla normale 1.3, ma equipaggiata col 1351 cc dotato di quattro carburatori accoppiati, capace di erogare 86 CV (ex Alfasud Ti 1.3). La 1.5 Quadrifoglio Verde (spinta dalla versione da 105 CV del boxer di 1490 cc, anch'esso proveniente dall'omonima versione dell'Alfasud Ti) aveva una connotazione sportiva: paraurti e fascioni verniciati, mascherina specifica, cerchi in lega, bandelle sottoporta, sedili anteriori sportivi con poggiatesta traforati. La versione 1.5 4x4 berlina derivava dalla Quadrifoglio oro ma era dotata di trazione integrale inseribile manualmente e di motore dotato, nella versione iniziale, di un solo carburatore doppio corpo con potenza di 84 CV. Importante (e finalmente di successo) anche la riuscita versione station wagon a 5 porte, denominata Giardinetta. Disegnata da Pininfarina e dotata di un allestimento simile a quello della Quadrifoglio Oro, la Giardinetta era disponibile nelle versioni a trazione anteriore o 4x4, entrambe dotate di motore da 1490 cm³ e 95 CV nella versione con due carburatori doppio corpo. Le versioni a doppia trazione della prima serie venivano carrozzate dalla Pininfarina di Torino.
I consumi di carburante della 33 prima serie, legati al profilo abbastanza corsaiolo degli alberi a camme ed al sistema di alimentazione a carburatori, erano elevati nella guida veloce.
La Gamma '83 comprendeva:
- 1.2 (1186 cm³, 68 CV, 162 km/h) (non per il mercato italiano)
- 1.3 (1351 cm³, 79 CV, 167 km/h)
- 1.5 (1490 cm³, 84 CV, 171 km/h)
- 1.5 4X4 (1490 cm³, 84 CV, 169 km/h)
- 1.5 Quadrifoglio Oro (1490 cm³, 84 CV, 171 km/h)

La Gamma '85 Comprendeva:
- 1.2 (1186 cm³, 68 CV, 162 km/h) (non per il mercato italiano)
- 1.3 (1351 cm³, 79 CV, 167 km/h)
- 1.3 S (1351 cm³, 86 CV, 172 km/h)
- 1.5 SL (1490 cm³, 95 CV 178 km/h)
- 1.5 4X4 (1490 cm³, 95 CV, 171 km/h)
- 1.5 Quadrifoglio Oro (1490 cm³, 95 CV, 178 km/h)
- 1.5 Quadrifoglio Verde (1490 cm³, 105 CV, 185 km/h)

### Dati tecnici
| Caratteristiche tecniche - Alfa Romeo 33 Quadrifoglio Oro (1985)                                                                               | Caratteristiche tecniche - Alfa Romeo 33 Quadrifoglio Oro (1985) | Caratteristiche tecniche - Alfa Romeo 33 Quadrifoglio Oro (1985) | Caratteristiche tecniche - Alfa Romeo 33 Quadrifoglio Oro (1985) | Caratteristiche tecniche - Alfa Romeo 33 Quadrifoglio Oro (1985) | Caratteristiche tecniche - Alfa Romeo 33 Quadrifoglio Oro (1985) |
| Configurazione | Configurazione | Configurazione | Configurazione | Configurazione | Configurazione |
| --- | --- | --- | --- | --- | --- |
| Carrozzeria: Berlina | Carrozzeria: Berlina | Posizione motore: anteriore | Posizione motore: anteriore | Trazione: anteriore | Trazione: anteriore |
| Dimensioni e pesi | | | | | |
| Ingombri (lungh.×largh.×alt. in mm): 4015 × 1612 × 1305                                                                                        | Ingombri (lungh.×largh.×alt. in mm): 4015 × 1612 × 1305 | Ingombri (lungh.×largh.×alt. in mm): 4015 × 1612 × 1305 | Ingombri (lungh.×largh.×alt. in mm): 4015 × 1612 × 1305 | Diametro minimo sterzata: | Diametro minimo sterzata: |
| Interasse: 2455 mm | Interasse: 2455 mm | Carreggiate: anteriore 1392 - posteriore 1359 mm | Carreggiate: anteriore 1392 - posteriore 1359 mm | Altezza minima da terra: | Altezza minima da terra: |
| Posti totali: 5 | Posti totali: 5 | Bagagliaio: 400 litri | Bagagliaio: 400 litri | Serbatoio: 50 litri (riserva 6,5 litri) | Serbatoio: 50 litri (riserva 6,5 litri) |
| Masse | / in ordine di marcia: 890 kg / rimorchiabile: 1000 kg | / in ordine di marcia: 890 kg / rimorchiabile: 1000 kg | / in ordine di marcia: 890 kg / rimorchiabile: 1000 kg | / in ordine di marcia: 890 kg / rimorchiabile: 1000 kg | / in ordine di marcia: 890 kg / rimorchiabile: 1000 kg |
| Meccanica | | | | | |
| Tipo motore: 4 cilindri contrapposti, basamento in ghisa, testata in lega leggera. Raffreddamento ad acqua, a circolazione forzata; termostato | Tipo motore: 4 cilindri contrapposti, basamento in ghisa, testata in lega leggera. Raffreddamento ad acqua, a circolazione forzata; termostato                                                                | Tipo motore: 4 cilindri contrapposti, basamento in ghisa, testata in lega leggera. Raffreddamento ad acqua, a circolazione forzata; termostato                                                                | Cilindrata: 1.490 cm³ | Cilindrata: 1.490 cm³ | Cilindrata: 1.490 cm³ |
| Distribuzione: 1 albero a camme in testa per bancata comandato da cinghia dentata                                                              | Distribuzione: 1 albero a camme in testa per bancata comandato da cinghia dentata | Distribuzione: 1 albero a camme in testa per bancata comandato da cinghia dentata | Alimentazione: 2 carburatori verticali invertiti doppio corpo Weber 36 IDF o Dell'Orto 36 DRLA | Alimentazione: 2 carburatori verticali invertiti doppio corpo Weber 36 IDF o Dell'Orto 36 DRLA | Alimentazione: 2 carburatori verticali invertiti doppio corpo Weber 36 IDF o Dell'Orto 36 DRLA |
| Prestazioni motore | Potenza: 95 CV a 5.750 giri/min / Coppia: 13,3 kgm a 4.000 giri/min | Potenza: 95 CV a 5.750 giri/min / Coppia: 13,3 kgm a 4.000 giri/min | Potenza: 95 CV a 5.750 giri/min / Coppia: 13,3 kgm a 4.000 giri/min | Potenza: 95 CV a 5.750 giri/min / Coppia: 13,3 kgm a 4.000 giri/min | Potenza: 95 CV a 5.750 giri/min / Coppia: 13,3 kgm a 4.000 giri/min |
| Accensione: elettronica breakerless, con anticipo centrifugo e a depressione                                                                   | Accensione: elettronica breakerless, con anticipo centrifugo e a depressione | Accensione: elettronica breakerless, con anticipo centrifugo e a depressione | Impianto elettrico: | Impianto elettrico: | Impianto elettrico: |
| Frizione: monodisco a secco con comando idraulico                                                                                              | Frizione: monodisco a secco con comando idraulico | Frizione: monodisco a secco con comando idraulico | Cambio: a 5 marce + RM | Cambio: a 5 marce + RM | Cambio: a 5 marce + RM |
| Telaio | | | | | |
| Corpo vettura | Scocca metallica autoportante | Scocca metallica autoportante | Scocca metallica autoportante | Scocca metallica autoportante | Scocca metallica autoportante |
| Sterzo | a cremagliera | a cremagliera | a cremagliera | a cremagliera | a cremagliera |
| Sospensioni | anteriori: a ruote indipendenti (MacPherson), molle elicoidali, ammortizzatori idraulici / posteriori: ad assale rigido, 2 parallelogrammi di Watt, barra Panhard, molle elicoidali, ammortizzatori idraulici | anteriori: a ruote indipendenti (MacPherson), molle elicoidali, ammortizzatori idraulici / posteriori: ad assale rigido, 2 parallelogrammi di Watt, barra Panhard, molle elicoidali, ammortizzatori idraulici | anteriori: a ruote indipendenti (MacPherson), molle elicoidali, ammortizzatori idraulici / posteriori: ad assale rigido, 2 parallelogrammi di Watt, barra Panhard, molle elicoidali, ammortizzatori idraulici | anteriori: a ruote indipendenti (MacPherson), molle elicoidali, ammortizzatori idraulici / posteriori: ad assale rigido, 2 parallelogrammi di Watt, barra Panhard, molle elicoidali, ammortizzatori idraulici | anteriori: a ruote indipendenti (MacPherson), molle elicoidali, ammortizzatori idraulici / posteriori: ad assale rigido, 2 parallelogrammi di Watt, barra Panhard, molle elicoidali, ammortizzatori idraulici |
| Freni | anteriori: a disco / posteriori: a tamburo | anteriori: a disco / posteriori: a tamburo | anteriori: a disco / posteriori: a tamburo | anteriori: a disco / posteriori: a tamburo | anteriori: a disco / posteriori: a tamburo |
| Pneumatici | 165/70 SR-13 / Cerchi: 13" | 165/70 SR-13 / Cerchi: 13" | 165/70 SR-13 / Cerchi: 13" | 165/70 SR-13 / Cerchi: 13" | 165/70 SR-13 / Cerchi: 13" |
| Prestazioni dichiarate | | | | | |
| Velocità: 178 km/h | Velocità: 178 km/h | Velocità: 178 km/h | Accelerazione: sul km da fermo 31,6 | Accelerazione: sul km da fermo 31,6 | Accelerazione: sul km da fermo 31,6 |
| Consumi | a 90 km/h, 5,6 litri/100 km; a 120 km/h, 7,8 litri/100 km, ciclo urbano (simulato) 9,8 litri/100 km; media ECE 7,7 litri/100 km                                                                               | a 90 km/h, 5,6 litri/100 km; a 120 km/h, 7,8 litri/100 km, ciclo urbano (simulato) 9,8 litri/100 km; media ECE 7,7 litri/100 km                                                                               | a 90 km/h, 5,6 litri/100 km; a 120 km/h, 7,8 litri/100 km, ciclo urbano (simulato) 9,8 litri/100 km; media ECE 7,7 litri/100 km                                                                               | a 90 km/h, 5,6 litri/100 km; a 120 km/h, 7,8 litri/100 km, ciclo urbano (simulato) 9,8 litri/100 km; media ECE 7,7 litri/100 km                                                                               | a 90 km/h, 5,6 litri/100 km; a 120 km/h, 7,8 litri/100 km, ciclo urbano (simulato) 9,8 litri/100 km; media ECE 7,7 litri/100 km                                                                               |

### Prima serie restyling (1986–1989)

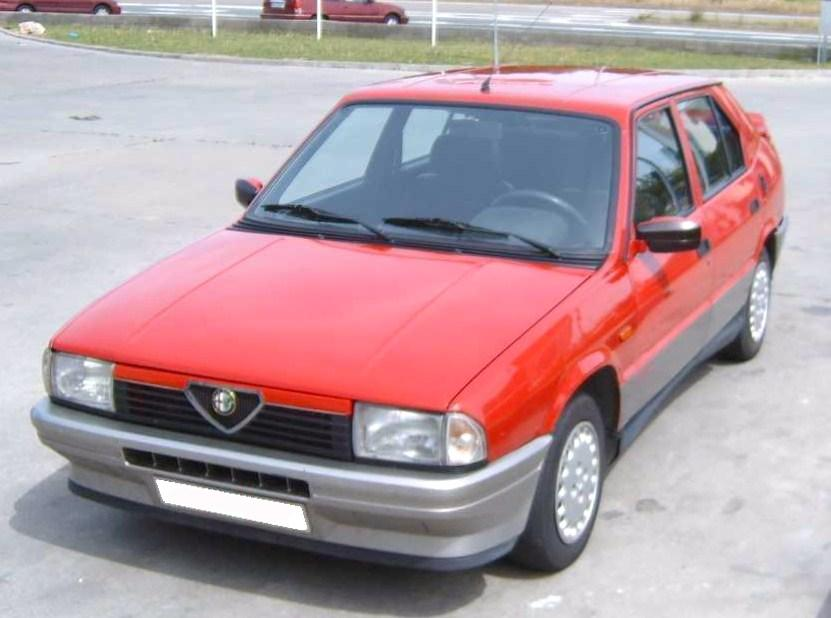
Alfa 33 I serie restyling vers. speciale RED

Il 1986 fu l'anno della maturità per la piccola Alfa 33. Nell'autunno di quell'anno un intervento di natura commerciale ne cambiò la denominazione da “Alfa 33” in “33”, che si distinguevano per pochi particolari estetici: le nuove targhette di identificazione cromate, gli indicatori di direzione anteriori (bianchi) e posteriori (con trasparente bianco e rosso anziché arancio/bianco e rosso), la nuova calandra a maglie orizzontali più larghe e con il nuovo scudetto, i paraurti ritoccati e le sottili minigonne estese a tutta la gamma. Ma le vere novità erano all'interno, che era stato completamente ridisegnato: la tormentata plancia cedette il posto ad una più convenzionale, dal design lineare interrotto solo dal compatto cupolino fisso (nella prima versione era mobile con il volante) della strumentazione, identica a quella delle serie precedenti, ma meglio leggibile. Cambiava anche il volante, che perdeva il curioso “cuscino” centrale, mentre i rivestimenti e i pannelli porta si facevano più “importanti”. La gamma '88, razionalizzata negli allestimenti, ma non in alcuni difetti congeniti (non era più disponibile il computer di bordo e l'Alfa Romeo Control era a richiesta, mentre il climatizzatore rimase inefficace), era composta dalle 1.3 e 1.3 S, dalla 1.5 TI da 105 CV che sostituiva le precedenti Quadrifoglio Verde e Quadrifoglio Oro, dalla 1.5 4x4 da 105 CV e dalle nuove 1.7 Quadrifoglio Verde e 1.8 Turbodiesel, dotata non di un 4 cilindri boxer ma di un 3 cilindri in linea, prodotto dalla VM Motori, derivato dal 4 in linea dell'Alfa 90. Fu inoltre momentaneamente eliminato dai mercati ove previsto (fra cui non figurava quello italiano) il 1.2 da 68 CV.

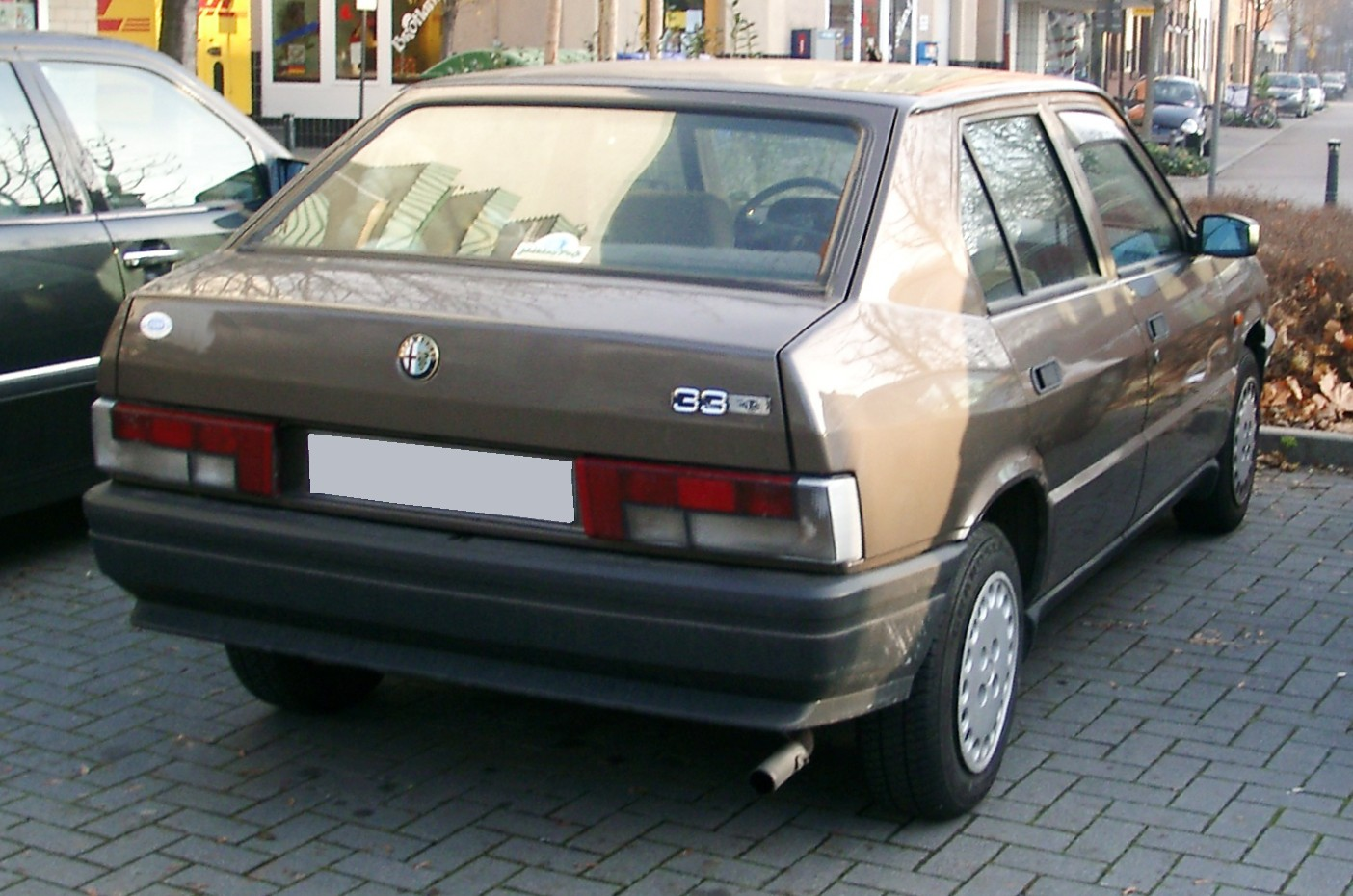
Alfa Romeo 33 I serie restyling, vista posteriore

Nell'estate del 1986 viene prodotta un'edizione speciale, basata sulla "1.3" denominata "33 1.3 Silver" caratterizzata dal colore "bianco metallizzato", speciale targhetta identificativa rossa, interni specifici color crema con cuciture fantasia centrali nei sedili, tettuccio apribile in cristallo brunito e sottile striscia in due tonalità di rosso lungo tutta la carrozzeria. La Silver monta il motore boxer da 1351 cm³ e un carburatore doppio corpo per una potenza di 79 CV. L'estate successiva la Silver, alla cui dotazione vengono aggiunti solo gli alzacristalli elettrici anteriori di serie, beneficia di un'evoluzione passando al propulsore della "1.3 S" ovvero dal mono ai due carburatori doppiocorpo per una potenza di 86 CV. Venne prodotta in 1700 esemplari.
La versione del 1988 rispetto a quello del 1986 era riconoscibile per il diverso logo posteriore, dove la scritta 33 perdeva la lingua blu in cui c'era scritta la motorizzazione e per la prima lamella della calandra che diventava in tinta con la vettura. La versione Giardinetta era denominata, con una nuova targhetta cromata applicata sul posteriore, Sport Wagon.
La nuova gamma comprendeva:
- 1.3 (1351 cm³, 79 CV, 167 km/h)
- 1.3 Silver '86 (1351 cm³, 79 CV, 167 km/h)
- 1.3 S (1351 cm³, 86 CV, 172 km/h)
- 1.3 S Silver '87 (1351 cm³, 86 CV, 172 km/h)
- 1.3 S Blue Line (1351 cm³, 86 CV, 172 km/h)
- 1.3 S Italia '90 (1351 cm³, 86 CV, 172 km/h)
- 1.3 S Red (1351 cm³, 86 CV, 172 km/h)
- 1.5 4X4 (1490 cm³, 105 CV, 182 km/h)
- 1.5 TI (1490 cm³, 105 CV, 185 km/h)
- 1.5 TI S (1490 cm³, 105 CV, 185 km/h)
- 1.7 IE (1712 cm³, 107 CV, 188 km/h)
- 1.7 IE cat. (1712 cm³, 102 CV, 184 km/h)
- 1.7 Quadrifoglio Verde (1712 cm³, 114 CV, 200 km/h)
- 1.7 Quadrifoglio Verde cat. (1712 cm³, 111 CV, 196 km/h)
- 1.8 TD (1779 cm³, 72 CV, 165 km/h)

All'inizio del 1988 venne introdotta l'iniezione sul motore 1.7 e la potenza scese a 107 CV dai 114 della Quadrifoglio Verde a carburatori.
Nel 1988, fu anche realizzata una versione ibrida, Utilizzava un motore elettrico asincrono trifase abbinato al boxer dell'Alfasud. La vettura poteva avanzare spinta dal solo motore elettrico, dal termico oppure da entrambi. Rimase allo stato di prototipo.

### Dati tecnici
| Caratteristiche tecniche - Alfa Romeo 33 1.3 S (1986)                                                                                            | Caratteristiche tecniche - Alfa Romeo 33 1.3 S (1986) | Caratteristiche tecniche - Alfa Romeo 33 1.3 S (1986) | Caratteristiche tecniche - Alfa Romeo 33 1.3 S (1986) | Caratteristiche tecniche - Alfa Romeo 33 1.3 S (1986) | Caratteristiche tecniche - Alfa Romeo 33 1.3 S (1986) |
| --- | --- | --- | --- | --- | --- |
| | | | | | |
| Configurazione | | | | | |
| Carrozzeria: Berlina | Carrozzeria: Berlina | Posizione motore: anteriore | Posizione motore: anteriore | Trazione: anteriore | Trazione: anteriore |
| Dimensioni e pesi | | | | | |
| Ingombri (lungh.×largh.×alt. in mm): 4015 × 1612 × 1305                                                                                          | Ingombri (lungh.×largh.×alt. in mm): 4015 × 1612 × 1305 | Ingombri (lungh.×largh.×alt. in mm): 4015 × 1612 × 1305 | Ingombri (lungh.×largh.×alt. in mm): 4015 × 1612 × 1305 | Diametro minimo sterzata: | Diametro minimo sterzata: |
| Interasse: 2455 mm | Interasse: 2455 mm | Carreggiate: anteriore 1392 - posteriore 1359 mm | Carreggiate: anteriore 1392 - posteriore 1359 mm | Altezza minima da terra: | Altezza minima da terra: |
| Posti totali: 5 | Posti totali: 5 | Bagagliaio: | Bagagliaio: | Serbatoio: 50 litri (riserva 6,5 litri) | Serbatoio: 50 litri (riserva 6,5 litri) |
| Masse | / in ordine di marcia: 890 kg / rimorchiabile: 1.000 kg | / in ordine di marcia: 890 kg / rimorchiabile: 1.000 kg | / in ordine di marcia: 890 kg / rimorchiabile: 1.000 kg | / in ordine di marcia: 890 kg / rimorchiabile: 1.000 kg | / in ordine di marcia: 890 kg / rimorchiabile: 1.000 kg |
| Meccanica | | | | | |
| Tipo motore: 4 cilindri contrapposti, basamento in ghisa, testata in lega leggera. Raffreddamento: ad acqua, a circolazione forzata; termostato. | Tipo motore: 4 cilindri contrapposti, basamento in ghisa, testata in lega leggera. Raffreddamento: ad acqua, a circolazione forzata; termostato.                                                              | Tipo motore: 4 cilindri contrapposti, basamento in ghisa, testata in lega leggera. Raffreddamento: ad acqua, a circolazione forzata; termostato.                                                              | Cilindrata: totale 1.351 cm³ | Cilindrata: totale 1.351 cm³ | Cilindrata: totale 1.351 cm³ |
| Distribuzione: 1 albero a camme in testa per bancata comandato da cinghia dentata                                                                | Distribuzione: 1 albero a camme in testa per bancata comandato da cinghia dentata | Distribuzione: 1 albero a camme in testa per bancata comandato da cinghia dentata | Alimentazione: 2 carburatori verticali invertiti | Alimentazione: 2 carburatori verticali invertiti | Alimentazione: 2 carburatori verticali invertiti |
| Prestazioni motore | Potenza: 86 CV a 5800 giri/min / Coppia: 12,1 kgm a 4000 giri/min | Potenza: 86 CV a 5800 giri/min / Coppia: 12,1 kgm a 4000 giri/min | Potenza: 86 CV a 5800 giri/min / Coppia: 12,1 kgm a 4000 giri/min | Potenza: 86 CV a 5800 giri/min / Coppia: 12,1 kgm a 4000 giri/min | Potenza: 86 CV a 5800 giri/min / Coppia: 12,1 kgm a 4000 giri/min |
| Accensione: elettronica breakerless, con anticipo centrifugo e a depressione                                                                     | Accensione: elettronica breakerless, con anticipo centrifugo e a depressione | Accensione: elettronica breakerless, con anticipo centrifugo e a depressione | Impianto elettrico: Batteria: 12 V - 45 Ah. Candele: Lodge 2 5 HL | Impianto elettrico: Batteria: 12 V - 45 Ah. Candele: Lodge 2 5 HL | Impianto elettrico: Batteria: 12 V - 45 Ah. Candele: Lodge 2 5 HL |
| Frizione: monodisco a secco, con comando idraulico                                                                                               | Frizione: monodisco a secco, con comando idraulico | Frizione: monodisco a secco, con comando idraulico | Cambio: meccanico a 5 marce + RM | Cambio: meccanico a 5 marce + RM | Cambio: meccanico a 5 marce + RM |
| Telaio | | | | | |
| Corpo vettura | Scocca metallica autoportante | Scocca metallica autoportante | Scocca metallica autoportante | Scocca metallica autoportante | Scocca metallica autoportante |
| Sterzo | a cremagliera | a cremagliera | a cremagliera | a cremagliera | a cremagliera |
| Sospensioni | anteriori: a ruote indipendenti (MacPherson), molle elicoidali, ammortizzatori idraulici / posteriori: ad assale rigido, 2 parallelogrammi di Watt, barra Panhard, molle elicoidali, ammortizzatori idraulici | anteriori: a ruote indipendenti (MacPherson), molle elicoidali, ammortizzatori idraulici / posteriori: ad assale rigido, 2 parallelogrammi di Watt, barra Panhard, molle elicoidali, ammortizzatori idraulici | anteriori: a ruote indipendenti (MacPherson), molle elicoidali, ammortizzatori idraulici / posteriori: ad assale rigido, 2 parallelogrammi di Watt, barra Panhard, molle elicoidali, ammortizzatori idraulici | anteriori: a ruote indipendenti (MacPherson), molle elicoidali, ammortizzatori idraulici / posteriori: ad assale rigido, 2 parallelogrammi di Watt, barra Panhard, molle elicoidali, ammortizzatori idraulici | anteriori: a ruote indipendenti (MacPherson), molle elicoidali, ammortizzatori idraulici / posteriori: ad assale rigido, 2 parallelogrammi di Watt, barra Panhard, molle elicoidali, ammortizzatori idraulici |
| Freni | anteriori: a disco / posteriori: a tamburo | anteriori: a disco / posteriori: a tamburo | anteriori: a disco / posteriori: a tamburo | anteriori: a disco / posteriori: a tamburo | anteriori: a disco / posteriori: a tamburo |
| Pneumatici | 165/70 SR-13 / Cerchi: 13" | 165/70 SR-13 / Cerchi: 13" | 165/70 SR-13 / Cerchi: 13" | 165/70 SR-13 / Cerchi: 13" | 165/70 SR-13 / Cerchi: 13" |
| Prestazioni dichiarate | | | | | |
| Velocità: 172 km/h | Velocità: 172 km/h | Velocità: 172 km/h | Accelerazione: 0-1000 m: 32,8 sec | Accelerazione: 0-1000 m: 32,8 sec | Accelerazione: 0-1000 m: 32,8 sec |
| Consumi | a 90 km/h, 5,5 litri/100 km; a 120 km/h, 7,9 litri/100 km; ciclo urbano (simulato) 9,7 litri/100 km; media ECE 7,7 litri/100 km                                                                               | a 90 km/h, 5,5 litri/100 km; a 120 km/h, 7,9 litri/100 km; ciclo urbano (simulato) 9,7 litri/100 km; media ECE 7,7 litri/100 km                                                                               | a 90 km/h, 5,5 litri/100 km; a 120 km/h, 7,9 litri/100 km; ciclo urbano (simulato) 9,7 litri/100 km; media ECE 7,7 litri/100 km                                                                               | a 90 km/h, 5,5 litri/100 km; a 120 km/h, 7,9 litri/100 km; ciclo urbano (simulato) 9,7 litri/100 km; media ECE 7,7 litri/100 km                                                                               | a 90 km/h, 5,5 litri/100 km; a 120 km/h, 7,9 litri/100 km; ciclo urbano (simulato) 9,7 litri/100 km; media ECE 7,7 litri/100 km                                                                               |

| Caratteristiche tecniche - Alfa Romeo 33 Quadrifoglio Verde (1986)                                                                               | Caratteristiche tecniche - Alfa Romeo 33 Quadrifoglio Verde (1986) | Caratteristiche tecniche - Alfa Romeo 33 Quadrifoglio Verde (1986) | Caratteristiche tecniche - Alfa Romeo 33 Quadrifoglio Verde (1986) | Caratteristiche tecniche - Alfa Romeo 33 Quadrifoglio Verde (1986) | Caratteristiche tecniche - Alfa Romeo 33 Quadrifoglio Verde (1986) |
| --- | --- | --- | --- | --- | --- |
| | | | | | |
| Configurazione | | | | | |
| Carrozzeria: Berlina | Carrozzeria: Berlina | Posizione motore: anteriore | Posizione motore: anteriore | Trazione: anteriore | Trazione: anteriore |
| Dimensioni e pesi | | | | | |
| Ingombri (lungh.×largh.×alt. in mm): 4022 × 1612 × 1340                                                                                          | Ingombri (lungh.×largh.×alt. in mm): 4022 × 1612 × 1340 | Ingombri (lungh.×largh.×alt. in mm): 4022 × 1612 × 1340 | Ingombri (lungh.×largh.×alt. in mm): 4022 × 1612 × 1340 | Diametro minimo sterzata: | Diametro minimo sterzata: |
| Interasse: 2455 mm | Interasse: 2455 mm | Carreggiate: anteriore 1397 - posteriore 1364 mm | Carreggiate: anteriore 1397 - posteriore 1364 mm | Altezza minima da terra: | Altezza minima da terra: |
| Posti totali: 5 | Posti totali: 5 | Bagagliaio: | Bagagliaio: | Serbatoio: 50 litri (riserva 6,5 litri) | Serbatoio: 50 litri (riserva 6,5 litri) |
| Masse | a vuoto: 840 kg / rimorchiabile: 1.000 kg | a vuoto: 840 kg / rimorchiabile: 1.000 kg | a vuoto: 840 kg / rimorchiabile: 1.000 kg | a vuoto: 840 kg / rimorchiabile: 1.000 kg | a vuoto: 840 kg / rimorchiabile: 1.000 kg |
| Meccanica | | | | | |
| Tipo motore: 4 cilindri contrapposti, basamento in ghisa, testata in lega leggera. Raffreddamento: ad acqua, a circolazione forzata; termostato. | Tipo motore: 4 cilindri contrapposti, basamento in ghisa, testata in lega leggera. Raffreddamento: ad acqua, a circolazione forzata; termostato.                                                                                      | Tipo motore: 4 cilindri contrapposti, basamento in ghisa, testata in lega leggera. Raffreddamento: ad acqua, a circolazione forzata; termostato.                                                                                      | Cilindrata: totale 1.490 cm³ | Cilindrata: totale 1.490 cm³ | Cilindrata: totale 1.490 cm³ |
| Distribuzione: 1 albero a camme in testa per bancata comandato da cinghia dentata                                                                | Distribuzione: 1 albero a camme in testa per bancata comandato da cinghia dentata | Distribuzione: 1 albero a camme in testa per bancata comandato da cinghia dentata | Alimentazione: 2 carburatori verticali doppio corpo invertiti Weber IDF o Dell'Orto DRLA | Alimentazione: 2 carburatori verticali doppio corpo invertiti Weber IDF o Dell'Orto DRLA | Alimentazione: 2 carburatori verticali doppio corpo invertiti Weber IDF o Dell'Orto DRLA |
| Prestazioni motore | Potenza: 105 CV a 6000 giri/min / Coppia: 13,6 kgm a 4000 giri/min | Potenza: 105 CV a 6000 giri/min / Coppia: 13,6 kgm a 4000 giri/min | Potenza: 105 CV a 6000 giri/min / Coppia: 13,6 kgm a 4000 giri/min | Potenza: 105 CV a 6000 giri/min / Coppia: 13,6 kgm a 4000 giri/min | Potenza: 105 CV a 6000 giri/min / Coppia: 13,6 kgm a 4000 giri/min |
| Accensione: elettronica breakerless, con anticipo centrifugo e a depressione                                                                     | Accensione: elettronica breakerless, con anticipo centrifugo e a depressione | Accensione: elettronica breakerless, con anticipo centrifugo e a depressione | Impianto elettrico: Batteria: 12 V - 45 Ah. Candele: Champion N6YC | Impianto elettrico: Batteria: 12 V - 45 Ah. Candele: Champion N6YC | Impianto elettrico: Batteria: 12 V - 45 Ah. Candele: Champion N6YC |
| Frizione: monodisco a secco, con comando idraulico                                                                                               | Frizione: monodisco a secco, con comando idraulico | Frizione: monodisco a secco, con comando idraulico | Cambio: meccanico a 5 marce + RM | Cambio: meccanico a 5 marce + RM | Cambio: meccanico a 5 marce + RM |
| Telaio | | | | | |
| Corpo vettura | Scocca metallica autoportante | Scocca metallica autoportante | Scocca metallica autoportante | Scocca metallica autoportante | Scocca metallica autoportante |
| Sterzo | a cremagliera | a cremagliera | a cremagliera | a cremagliera | a cremagliera |
| Sospensioni | anteriori: a ruote indipendenti (MacPherson), molle elicoidali, ammortizzatori idraulici telescopici / posteriori: ad assale rigido, 2 parallelogrammi di Watt, barra Panhard, molle elicoidali, ammortizzatori idraulici telescopici | anteriori: a ruote indipendenti (MacPherson), molle elicoidali, ammortizzatori idraulici telescopici / posteriori: ad assale rigido, 2 parallelogrammi di Watt, barra Panhard, molle elicoidali, ammortizzatori idraulici telescopici | anteriori: a ruote indipendenti (MacPherson), molle elicoidali, ammortizzatori idraulici telescopici / posteriori: ad assale rigido, 2 parallelogrammi di Watt, barra Panhard, molle elicoidali, ammortizzatori idraulici telescopici | anteriori: a ruote indipendenti (MacPherson), molle elicoidali, ammortizzatori idraulici telescopici / posteriori: ad assale rigido, 2 parallelogrammi di Watt, barra Panhard, molle elicoidali, ammortizzatori idraulici telescopici | anteriori: a ruote indipendenti (MacPherson), molle elicoidali, ammortizzatori idraulici telescopici / posteriori: ad assale rigido, 2 parallelogrammi di Watt, barra Panhard, molle elicoidali, ammortizzatori idraulici telescopici |
| Freni | anteriori: a disco / posteriori: a tamburo | anteriori: a disco / posteriori: a tamburo | anteriori: a disco / posteriori: a tamburo | anteriori: a disco / posteriori: a tamburo | anteriori: a disco / posteriori: a tamburo |
| Pneumatici | 185/60 SR-14 / Cerchi: 14" | 185/60 SR-14 / Cerchi: 14" | 185/60 SR-14 / Cerchi: 14" | 185/60 SR-14 / Cerchi: 14" | 185/60 SR-14 / Cerchi: 14" |
| Prestazioni dichiarate | | | | | |
| Velocità: 185 km/h | Velocità: 185 km/h | Velocità: 185 km/h | Accelerazione: 0-1000 m: 31,3 sec | Accelerazione: 0-1000 m: 31,3 sec | Accelerazione: 0-1000 m: 31,3 sec |
| Consumi | a 90 km/h, 6,2 litri/100 km; a 120 km/h, 7,9 litri/100 km; ciclo urbano (simulato) 10,0 litri/100 km; media ECE 8,3 litri/100 km | a 90 km/h, 6,2 litri/100 km; a 120 km/h, 7,9 litri/100 km; ciclo urbano (simulato) 10,0 litri/100 km; media ECE 8,3 litri/100 km | a 90 km/h, 6,2 litri/100 km; a 120 km/h, 7,9 litri/100 km; ciclo urbano (simulato) 10,0 litri/100 km; media ECE 8,3 litri/100 km | a 90 km/h, 6,2 litri/100 km; a 120 km/h, 7,9 litri/100 km; ciclo urbano (simulato) 10,0 litri/100 km; media ECE 8,3 litri/100 km | a 90 km/h, 6,2 litri/100 km; a 120 km/h, 7,9 litri/100 km; ciclo urbano (simulato) 10,0 litri/100 km; media ECE 8,3 litri/100 km |

| Caratteristiche tecniche - Alfa Romeo 33 1.5 4x4 Giardinetta (1987)                                                                              | Caratteristiche tecniche - Alfa Romeo 33 1.5 4x4 Giardinetta (1987) | Caratteristiche tecniche - Alfa Romeo 33 1.5 4x4 Giardinetta (1987) | Caratteristiche tecniche - Alfa Romeo 33 1.5 4x4 Giardinetta (1987) | Caratteristiche tecniche - Alfa Romeo 33 1.5 4x4 Giardinetta (1987) | Caratteristiche tecniche - Alfa Romeo 33 1.5 4x4 Giardinetta (1987) |
| --- | --- | --- | --- | --- | --- |
| | | | | | |
| Configurazione | | | | | |
| Carrozzeria: Station wagon | Carrozzeria: Station wagon | Posizione motore: anteriore | Posizione motore: anteriore | Trazione: integrale | Trazione: integrale |
| Dimensioni e pesi | | | | | |
| Ingombri (lungh.×largh.×alt. in mm): 4165 × 1612 × 1345                                                                                          | Ingombri (lungh.×largh.×alt. in mm): 4165 × 1612 × 1345 | Ingombri (lungh.×largh.×alt. in mm): 4165 × 1612 × 1345 | Ingombri (lungh.×largh.×alt. in mm): 4165 × 1612 × 1345 | Diametro minimo sterzata: | Diametro minimo sterzata: |
| Interasse: 2455 mm | Interasse: 2455 mm | Carreggiate: anteriore 1397 - posteriore 1364 mm | Carreggiate: anteriore 1397 - posteriore 1364 mm | Altezza minima da terra: | Altezza minima da terra: |
| Posti totali: 5 | Posti totali: 5 | Bagagliaio: 400 litri | Bagagliaio: 400 litri | Serbatoio: 50 litri (riserva 6,5 litri) | Serbatoio: 50 litri (riserva 6,5 litri) |
| Masse | / in ordine di marcia: 970 kg / rimorchiabile: 1.100 kg | / in ordine di marcia: 970 kg / rimorchiabile: 1.100 kg | / in ordine di marcia: 970 kg / rimorchiabile: 1.100 kg | / in ordine di marcia: 970 kg / rimorchiabile: 1.100 kg | / in ordine di marcia: 970 kg / rimorchiabile: 1.100 kg |
| Meccanica | | | | | |
| Tipo motore: 4 cilindri contrapposti, basamento in ghisa, testata in lega leggera. Raffreddamento: ad acqua, a circolazione forzata; termostato. | Tipo motore: 4 cilindri contrapposti, basamento in ghisa, testata in lega leggera. Raffreddamento: ad acqua, a circolazione forzata; termostato.                                                              | Tipo motore: 4 cilindri contrapposti, basamento in ghisa, testata in lega leggera. Raffreddamento: ad acqua, a circolazione forzata; termostato.                                                              | Cilindrata: totale 1.490 cm³ | Cilindrata: totale 1.490 cm³ | Cilindrata: totale 1.490 cm³ |
| Distribuzione: 1 albero a camme in testa per bancata comandato da cinghia dentata                                                                | Distribuzione: 1 albero a camme in testa per bancata comandato da cinghia dentata | Distribuzione: 1 albero a camme in testa per bancata comandato da cinghia dentata | Alimentazione: 2 carburatori verticali invertiti | Alimentazione: 2 carburatori verticali invertiti | Alimentazione: 2 carburatori verticali invertiti |
| Prestazioni motore | Potenza: 105 CV a 6000 giri/min / Coppia: 13,6 kgm a 4000 giri/min | Potenza: 105 CV a 6000 giri/min / Coppia: 13,6 kgm a 4000 giri/min | Potenza: 105 CV a 6000 giri/min / Coppia: 13,6 kgm a 4000 giri/min | Potenza: 105 CV a 6000 giri/min / Coppia: 13,6 kgm a 4000 giri/min | Potenza: 105 CV a 6000 giri/min / Coppia: 13,6 kgm a 4000 giri/min |
| Accensione: elettronica breakerless, con anticipo centrifugo e a depressione                                                                     | Accensione: elettronica breakerless, con anticipo centrifugo e a depressione | Accensione: elettronica breakerless, con anticipo centrifugo e a depressione | Impianto elettrico: Batteria: 12 V - 45 Ah. Candele: Champion N6YC | Impianto elettrico: Batteria: 12 V - 45 Ah. Candele: Champion N6YC | Impianto elettrico: Batteria: 12 V - 45 Ah. Candele: Champion N6YC |
| Frizione: monodisco a secco, con comando idraulico                                                                                               | Frizione: monodisco a secco, con comando idraulico | Frizione: monodisco a secco, con comando idraulico | Cambio: meccanico a 5 marce + RM | Cambio: meccanico a 5 marce + RM | Cambio: meccanico a 5 marce + RM |
| Telaio | | | | | |
| Corpo vettura | Scocca metallica autoportante | Scocca metallica autoportante | Scocca metallica autoportante | Scocca metallica autoportante | Scocca metallica autoportante |
| Sterzo | a cremagliera | a cremagliera | a cremagliera | a cremagliera | a cremagliera |
| Sospensioni | anteriori: a ruote indipendenti (MacPherson), molle elicoidali, ammortizzatori idraulici / posteriori: ad assale rigido, 2 parallelogrammi di Watt, barra Panhard, molle elicoidali, ammortizzatori idraulici | anteriori: a ruote indipendenti (MacPherson), molle elicoidali, ammortizzatori idraulici / posteriori: ad assale rigido, 2 parallelogrammi di Watt, barra Panhard, molle elicoidali, ammortizzatori idraulici | anteriori: a ruote indipendenti (MacPherson), molle elicoidali, ammortizzatori idraulici / posteriori: ad assale rigido, 2 parallelogrammi di Watt, barra Panhard, molle elicoidali, ammortizzatori idraulici | anteriori: a ruote indipendenti (MacPherson), molle elicoidali, ammortizzatori idraulici / posteriori: ad assale rigido, 2 parallelogrammi di Watt, barra Panhard, molle elicoidali, ammortizzatori idraulici | anteriori: a ruote indipendenti (MacPherson), molle elicoidali, ammortizzatori idraulici / posteriori: ad assale rigido, 2 parallelogrammi di Watt, barra Panhard, molle elicoidali, ammortizzatori idraulici |
| Freni | anteriori: a disco / posteriori: a tamburo | anteriori: a disco / posteriori: a tamburo | anteriori: a disco / posteriori: a tamburo | anteriori: a disco / posteriori: a tamburo | anteriori: a disco / posteriori: a tamburo |
| Pneumatici | 175/70 SR-13 / Cerchi: 13" | 175/70 SR-13 / Cerchi: 13" | 175/70 SR-13 / Cerchi: 13" | 175/70 SR-13 / Cerchi: 13" | 175/70 SR-13 / Cerchi: 13" |
| Prestazioni dichiarate | | | | | |
| Velocità: 180 km/h | Velocità: 180 km/h | Velocità: 180 km/h | Accelerazione: 0-100 km/h: 10,5 sec | Accelerazione: 0-100 km/h: 10,5 sec | Accelerazione: 0-100 km/h: 10,5 sec |
| Consumi | a 90 km/h, 6,1 litri/100 km; a 120 km/h, 8,3 litri/100 km; ciclo urbano (simulato) 11,1 litri/100 km; media ECE 8,5 litri/100 km                                                                              | a 90 km/h, 6,1 litri/100 km; a 120 km/h, 8,3 litri/100 km; ciclo urbano (simulato) 11,1 litri/100 km; media ECE 8,5 litri/100 km                                                                              | a 90 km/h, 6,1 litri/100 km; a 120 km/h, 8,3 litri/100 km; ciclo urbano (simulato) 11,1 litri/100 km; media ECE 8,5 litri/100 km                                                                              | a 90 km/h, 6,1 litri/100 km; a 120 km/h, 8,3 litri/100 km; ciclo urbano (simulato) 11,1 litri/100 km; media ECE 8,5 litri/100 km                                                                              | a 90 km/h, 6,1 litri/100 km; a 120 km/h, 8,3 litri/100 km; ciclo urbano (simulato) 11,1 litri/100 km; media ECE 8,5 litri/100 km                                                                              |

| Caratteristiche tecniche - Alfa Romeo 33 1.7 Quadrifoglio Verde (1987)                                                                           | Caratteristiche tecniche - Alfa Romeo 33 1.7 Quadrifoglio Verde (1987) | Caratteristiche tecniche - Alfa Romeo 33 1.7 Quadrifoglio Verde (1987) | Caratteristiche tecniche - Alfa Romeo 33 1.7 Quadrifoglio Verde (1987) | Caratteristiche tecniche - Alfa Romeo 33 1.7 Quadrifoglio Verde (1987) | Caratteristiche tecniche - Alfa Romeo 33 1.7 Quadrifoglio Verde (1987) |
| Configurazione | Configurazione | Configurazione | Configurazione | Configurazione | Configurazione |
| --- | --- | --- | --- | --- | --- |
| Carrozzeria: Berlina | Carrozzeria: Berlina | Posizione motore: anteriore | Posizione motore: anteriore | Trazione: anteriore | Trazione: anteriore |
| Dimensioni e pesi | | | | | |
| Ingombri (lungh.×largh.×alt. in mm): 4015 × 1612 × 1345                                                                                          | Ingombri (lungh.×largh.×alt. in mm): 4015 × 1612 × 1345 | Ingombri (lungh.×largh.×alt. in mm): 4015 × 1612 × 1345 | Ingombri (lungh.×largh.×alt. in mm): 4015 × 1612 × 1345 | Diametro minimo sterzata: | Diametro minimo sterzata: |
| Interasse: 2455 mm | Interasse: 2455 mm | Carreggiate: anteriore 1367 - posteriore 1364 mm | Carreggiate: anteriore 1367 - posteriore 1364 mm | Altezza minima da terra: | Altezza minima da terra: |
| Posti totali: 5 | Posti totali: 5 | Bagagliaio: 400 litri | Bagagliaio: 400 litri | Serbatoio: 50 litri (riserva 6,5 litri) | Serbatoio: 50 litri (riserva 6,5 litri) |
| Masse | / in ordine di marcia: 910 kg / rimorchiabile: 1.000 kg | / in ordine di marcia: 910 kg / rimorchiabile: 1.000 kg | / in ordine di marcia: 910 kg / rimorchiabile: 1.000 kg | / in ordine di marcia: 910 kg / rimorchiabile: 1.000 kg | / in ordine di marcia: 910 kg / rimorchiabile: 1.000 kg |
| Meccanica | | | | | |
| Tipo motore: 4 cilindri contrapposti, basamento in ghisa, testata in lega leggera. Raffreddamento: ad acqua, a circolazione forzata; termostato. | Tipo motore: 4 cilindri contrapposti, basamento in ghisa, testata in lega leggera. Raffreddamento: ad acqua, a circolazione forzata; termostato.                                                                                     | Tipo motore: 4 cilindri contrapposti, basamento in ghisa, testata in lega leggera. Raffreddamento: ad acqua, a circolazione forzata; termostato.                                                                                     | Cilindrata: totale 1.712 cm³ | Cilindrata: totale 1.712 cm³ | Cilindrata: totale 1.712 cm³ |
| Distribuzione: 1 albero a camme in testa per bancata comandato da cinghia dentata                                                                | Distribuzione: 1 albero a camme in testa per bancata comandato da cinghia dentata | Distribuzione: 1 albero a camme in testa per bancata comandato da cinghia dentata | Alimentazione: 2 carburatori verticali invertiti | Alimentazione: 2 carburatori verticali invertiti | Alimentazione: 2 carburatori verticali invertiti |
| Prestazioni motore | Potenza: 118 CV a 5800 giri/min / Coppia: 15 kgm a 3500 giri/min | Potenza: 118 CV a 5800 giri/min / Coppia: 15 kgm a 3500 giri/min | Potenza: 118 CV a 5800 giri/min / Coppia: 15 kgm a 3500 giri/min | Potenza: 118 CV a 5800 giri/min / Coppia: 15 kgm a 3500 giri/min | Potenza: 118 CV a 5800 giri/min / Coppia: 15 kgm a 3500 giri/min |
| Accensione: elettronica breakerless, con anticipo centrifugo e a depressione                                                                     | Accensione: elettronica breakerless, con anticipo centrifugo e a depressione | Accensione: elettronica breakerless, con anticipo centrifugo e a depressione | Impianto elettrico: Batteria: 12 V - 45 Ah. Candele: Champion N6YC | Impianto elettrico: Batteria: 12 V - 45 Ah. Candele: Champion N6YC | Impianto elettrico: Batteria: 12 V - 45 Ah. Candele: Champion N6YC |
| Frizione: monodisco a secco, con comando idraulico                                                                                               | Frizione: monodisco a secco, con comando idraulico | Frizione: monodisco a secco, con comando idraulico | Cambio: meccanico a 5 marce + RM | Cambio: meccanico a 5 marce + RM | Cambio: meccanico a 5 marce + RM |
| Telaio | | | | | |
| Corpo vettura | Scocca metallica autoportante | Scocca metallica autoportante | Scocca metallica autoportante | Scocca metallica autoportante | Scocca metallica autoportante |
| Sterzo | a cremagliera | a cremagliera | a cremagliera | a cremagliera | a cremagliera |
| Sospensioni | anteriori: a ruote indipendenti (MacPherson), molle elicoidali, ammortizzatori idraulici, barra stabilizzatrice / posteriori: ad assale rigido, 2 parallelogrammi di Watt, barra Panhard, molle elicoidali, ammortizzatori idraulici | anteriori: a ruote indipendenti (MacPherson), molle elicoidali, ammortizzatori idraulici, barra stabilizzatrice / posteriori: ad assale rigido, 2 parallelogrammi di Watt, barra Panhard, molle elicoidali, ammortizzatori idraulici | anteriori: a ruote indipendenti (MacPherson), molle elicoidali, ammortizzatori idraulici, barra stabilizzatrice / posteriori: ad assale rigido, 2 parallelogrammi di Watt, barra Panhard, molle elicoidali, ammortizzatori idraulici | anteriori: a ruote indipendenti (MacPherson), molle elicoidali, ammortizzatori idraulici, barra stabilizzatrice / posteriori: ad assale rigido, 2 parallelogrammi di Watt, barra Panhard, molle elicoidali, ammortizzatori idraulici | anteriori: a ruote indipendenti (MacPherson), molle elicoidali, ammortizzatori idraulici, barra stabilizzatrice / posteriori: ad assale rigido, 2 parallelogrammi di Watt, barra Panhard, molle elicoidali, ammortizzatori idraulici |
| Freni | anteriori: a disco / posteriori: a tamburo | anteriori: a disco / posteriori: a tamburo | anteriori: a disco / posteriori: a tamburo | anteriori: a disco / posteriori: a tamburo | anteriori: a disco / posteriori: a tamburo |
| Pneumatici | 185/60 HR-14 / Cerchi: 14" | 185/60 HR-14 / Cerchi: 14" | 185/60 HR-14 / Cerchi: 14" | 185/60 HR-14 / Cerchi: 14" | 185/60 HR-14 / Cerchi: 14" |
| Prestazioni dichiarate | | | | | |
| Velocità: 196 km/h | Velocità: 196 km/h | Velocità: 196 km/h | Accelerazione: 0-100 km/h: 9 sec | Accelerazione: 0-100 km/h: 9 sec | Accelerazione: 0-100 km/h: 9 sec |
| Consumi | a 90 km/h, 5,9 litri/100 km; a 120 km/h, 8,2 litri/100 km; ciclo urbano (simulato) 11,4 litri/100 km; media ECE 8,5 litri/100 km | a 90 km/h, 5,9 litri/100 km; a 120 km/h, 8,2 litri/100 km; ciclo urbano (simulato) 11,4 litri/100 km; media ECE 8,5 litri/100 km | a 90 km/h, 5,9 litri/100 km; a 120 km/h, 8,2 litri/100 km; ciclo urbano (simulato) 11,4 litri/100 km; media ECE 8,5 litri/100 km | a 90 km/h, 5,9 litri/100 km; a 120 km/h, 8,2 litri/100 km; ciclo urbano (simulato) 11,4 litri/100 km; media ECE 8,5 litri/100 km | a 90 km/h, 5,9 litri/100 km; a 120 km/h, 8,2 litri/100 km; ciclo urbano (simulato) 11,4 litri/100 km; media ECE 8,5 litri/100 km |

| Caratteristiche tecniche - Alfa Romeo 33 1.8 TD Giardinetta (1987)                                                                                      | Caratteristiche tecniche - Alfa Romeo 33 1.8 TD Giardinetta (1987) | Caratteristiche tecniche - Alfa Romeo 33 1.8 TD Giardinetta (1987) | Caratteristiche tecniche - Alfa Romeo 33 1.8 TD Giardinetta (1987) | Caratteristiche tecniche - Alfa Romeo 33 1.8 TD Giardinetta (1987) | Caratteristiche tecniche - Alfa Romeo 33 1.8 TD Giardinetta (1987) |
| Configurazione | Configurazione | Configurazione | Configurazione | Configurazione | Configurazione |
| --- | --- | --- | --- | --- | --- |
| Carrozzeria: Station Wagon | Carrozzeria: Station Wagon | Posizione motore: anteriore | Posizione motore: anteriore | Trazione: anteriore | Trazione: anteriore |
| Dimensioni e pesi | | | | | |
| Ingombri (lungh.×largh.×alt. in mm): 4165 × 1612 × 1345                                                                                                 | Ingombri (lungh.×largh.×alt. in mm): 4165 × 1612 × 1345 | Ingombri (lungh.×largh.×alt. in mm): 4165 × 1612 × 1345 | Ingombri (lungh.×largh.×alt. in mm): 4165 × 1612 × 1345 | Diametro minimo sterzata: | Diametro minimo sterzata: |
| Interasse: 2455 mm | Interasse: 2455 mm | Carreggiate: anteriore 1397 - posteriore 1364 mm | Carreggiate: anteriore 1397 - posteriore 1364 mm | Altezza minima da terra: | Altezza minima da terra: |
| Posti totali: 5 | Posti totali: 5 | Bagagliaio: 400 litri | Bagagliaio: 400 litri | Serbatoio: 50 litri (riserva 6,5 litri) | Serbatoio: 50 litri (riserva 6,5 litri) |
| Masse | / in ordine di marcia: 1.025 kg / rimorchiabile: 1.100 kg | / in ordine di marcia: 1.025 kg / rimorchiabile: 1.100 kg | / in ordine di marcia: 1.025 kg / rimorchiabile: 1.100 kg | / in ordine di marcia: 1.025 kg / rimorchiabile: 1.100 kg | / in ordine di marcia: 1.025 kg / rimorchiabile: 1.100 kg |
| Meccanica | | | | | |
| Tipo motore: 3 cilindri in linea, basamento in ghisa, testata in lega leggera in 3 pezzi. Raffreddamento: ad acqua, a circolazione forzata; termostato. | Tipo motore: 3 cilindri in linea, basamento in ghisa, testata in lega leggera in 3 pezzi. Raffreddamento: ad acqua, a circolazione forzata; termostato.                                                                         | Tipo motore: 3 cilindri in linea, basamento in ghisa, testata in lega leggera in 3 pezzi. Raffreddamento: ad acqua, a circolazione forzata; termostato.                                                                         | Cilindrata: totale 1.779 cm³ | Cilindrata: totale 1.779 cm³ | Cilindrata: totale 1.779 cm³ |
| Distribuzione: 1 albero a camme laterale, azionato da ingranaggi; aste e bilancieri                                                                     | Distribuzione: 1 albero a camme laterale, azionato da ingranaggi; aste e bilancieri | Distribuzione: 1 albero a camme laterale, azionato da ingranaggi; aste e bilancieri | Alimentazione: a iniezione indiretta con pompa rotativa; 1 turbocompressore KKK 14 | Alimentazione: a iniezione indiretta con pompa rotativa; 1 turbocompressore KKK 14 | Alimentazione: a iniezione indiretta con pompa rotativa; 1 turbocompressore KKK 14 |
| Prestazioni motore | Potenza: 74 CV a 4000 giri/min / Coppia: 15,6 kgm a 2400 giri/min | Potenza: 74 CV a 4000 giri/min / Coppia: 15,6 kgm a 2400 giri/min | Potenza: 74 CV a 4000 giri/min / Coppia: 15,6 kgm a 2400 giri/min | Potenza: 74 CV a 4000 giri/min / Coppia: 15,6 kgm a 2400 giri/min | Potenza: 74 CV a 4000 giri/min / Coppia: 15,6 kgm a 2400 giri/min |
| Accensione: | Accensione: | Accensione: | Impianto elettrico: Batteria: 12 V - 70 Ah. | Impianto elettrico: Batteria: 12 V - 70 Ah. | Impianto elettrico: Batteria: 12 V - 70 Ah. |
| Frizione: monodisco a secco, con comando idraulico | Frizione: monodisco a secco, con comando idraulico | Frizione: monodisco a secco, con comando idraulico | Cambio: meccanico a 5 marce + RM | Cambio: meccanico a 5 marce + RM | Cambio: meccanico a 5 marce + RM |
| Telaio | | | | | |
| Corpo vettura | Scocca metallica autoportante | Scocca metallica autoportante | Scocca metallica autoportante | Scocca metallica autoportante | Scocca metallica autoportante |
| Sterzo | a cremagliera | a cremagliera | a cremagliera | a cremagliera | a cremagliera |
| Sospensioni | anteriori: a ruote indipendenti (secondo lo schema MacPherson), molle elicoidali, ammortizzatori idraulici / posteriori: ad assale rigido, 2 parallelogrammi di Watt, barra Panhard, molle elicoidali, ammortizzatori idraulici | anteriori: a ruote indipendenti (secondo lo schema MacPherson), molle elicoidali, ammortizzatori idraulici / posteriori: ad assale rigido, 2 parallelogrammi di Watt, barra Panhard, molle elicoidali, ammortizzatori idraulici | anteriori: a ruote indipendenti (secondo lo schema MacPherson), molle elicoidali, ammortizzatori idraulici / posteriori: ad assale rigido, 2 parallelogrammi di Watt, barra Panhard, molle elicoidali, ammortizzatori idraulici | anteriori: a ruote indipendenti (secondo lo schema MacPherson), molle elicoidali, ammortizzatori idraulici / posteriori: ad assale rigido, 2 parallelogrammi di Watt, barra Panhard, molle elicoidali, ammortizzatori idraulici | anteriori: a ruote indipendenti (secondo lo schema MacPherson), molle elicoidali, ammortizzatori idraulici / posteriori: ad assale rigido, 2 parallelogrammi di Watt, barra Panhard, molle elicoidali, ammortizzatori idraulici |
| Freni | anteriori: a disco / posteriori: a tamburo | anteriori: a disco / posteriori: a tamburo | anteriori: a disco / posteriori: a tamburo | anteriori: a disco / posteriori: a tamburo | anteriori: a disco / posteriori: a tamburo |
| Pneumatici | 175/70 SR-13 / Cerchi: 13" | 175/70 SR-13 / Cerchi: 13" | 175/70 SR-13 / Cerchi: 13" | 175/70 SR-13 / Cerchi: 13" | 175/70 SR-13 / Cerchi: 13" |
| Prestazioni dichiarate | | | | | |
| Velocità: 165 km/h | Velocità: 165 km/h | Velocità: 165 km/h | Accelerazione: 0-100 km/h: 14 sec | Accelerazione: 0-100 km/h: 14 sec | Accelerazione: 0-100 km/h: 14 sec |
| Consumi | a 90 km/h, 4,9 litri/100 km; a 120 km/h, 7,1 litri/100 km; ciclo urbano (simulato) 7,3 litri/100 km; media ECE 6,4 litri/100 km                                                                                                 | a 90 km/h, 4,9 litri/100 km; a 120 km/h, 7,1 litri/100 km; ciclo urbano (simulato) 7,3 litri/100 km; media ECE 6,4 litri/100 km                                                                                                 | a 90 km/h, 4,9 litri/100 km; a 120 km/h, 7,1 litri/100 km; ciclo urbano (simulato) 7,3 litri/100 km; media ECE 6,4 litri/100 km                                                                                                 | a 90 km/h, 4,9 litri/100 km; a 120 km/h, 7,1 litri/100 km; ciclo urbano (simulato) 7,3 litri/100 km; media ECE 6,4 litri/100 km                                                                                                 | a 90 km/h, 4,9 litri/100 km; a 120 km/h, 7,1 litri/100 km; ciclo urbano (simulato) 7,3 litri/100 km; media ECE 6,4 litri/100 km                                                                                                 |

## La seconda serie 907 (1989–1995)

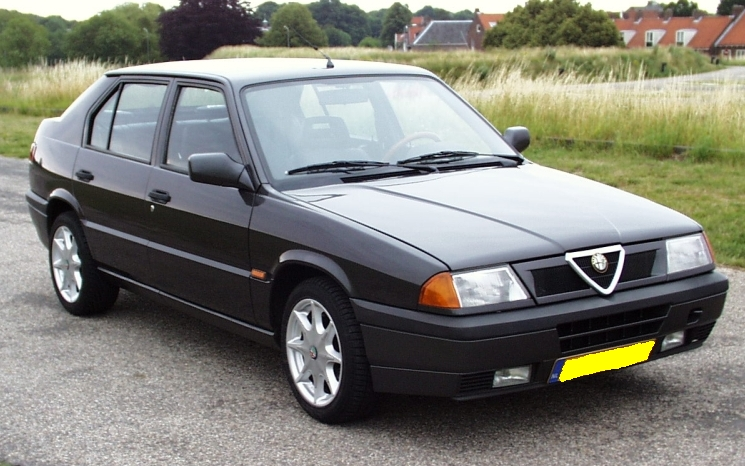
Un'Alfa 33 II serie 1.3 VL del 1991

Ma nel panorama automobilistico di fine anni ottanta la concorrenza sfornava modelli sempre più evoluti stilisticamente, specie nel segmento C, quello cioè delle vetture dette medio-inferiori o compatte: nel 1988 fecero la loro comparsa la Fiat Tipo e la Renault 19, e l'anno seguente furono rinnovate anche la Peugeot 309, la Volkswagen Golf e la Rover serie 200, che assunsero tutte un tocco più "anni novanta". Pertanto, nell'autunno del 1989, anche l'Alfa 33 venne sottoposta a un sostanzioso restyling, che la omologò al nuovo family feeling introdotto dalla 164. Nella seconda serie, le cui vendite iniziarono nel gennaio 1990, vennero modificati: lo sterzo ora dotato di servo comando ad eccezione della versione 1.3V, il frontale (completamente nuovo, spiovente e con paracolpi più avvolgenti), la coda allungata, alta e tronca e dotata di nuovi gruppi ottici simili a quelli della 164 che la attraversano trasversalmente, le maniglie delle porte, gli specchietti retrovisori ed i gocciolatoi.

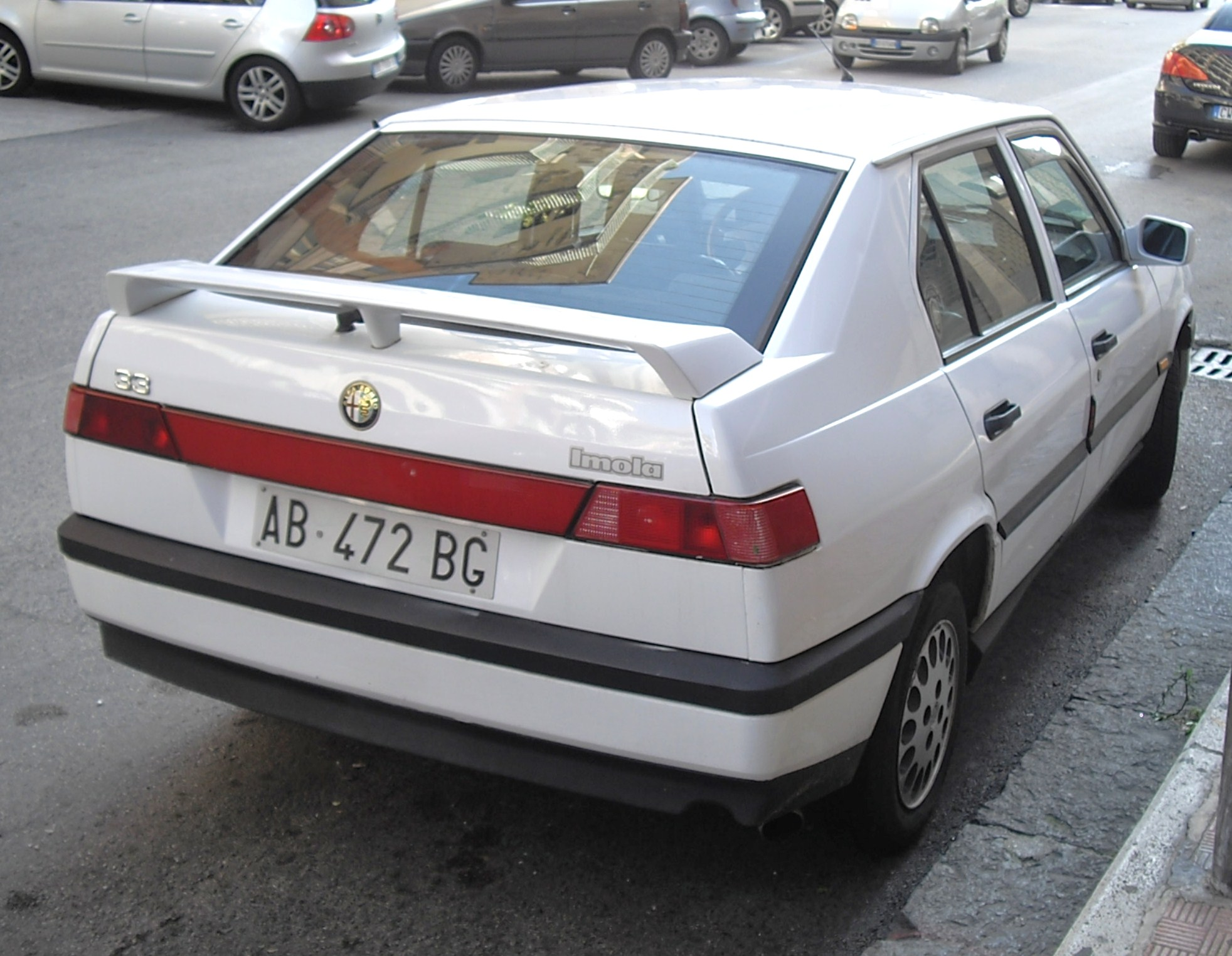
Alfa Romeo 33 Imola II serie, vista posteriore

Gli interni, già completamente ridisegnati in concomitanza col face lifting del 1988, non vennero modificati se non in pochi particolari e nell'impiego di nuovi materiali e rivestimenti. Il lavoro di restyling riguardò qualche tempo dopo anche la versione Giardinetta, adesso denominata Sportwagon, intervenendo nella parte anteriore, ed in alcuni particolari del posteriore (gruppi ottici con freccia oscurata, paraurti più avvolgente). Anche la gamma dei motori venne rivista. Alla base si collocavano le 1.3 (1351 cm³, 2 carburatori e 86 CV), le 1.5 (1490 cc, 2 carburatori, 105 CV) e le 1.5 i.e (1490 cc, dotato di iniezione elettronica, 98 CV). Il top della gamma era rappresentato dal 1700 a iniezione, con testata a 8 (107 CV) o 16 valvole (132 CV). Per la 1.3-1.7 8V e "16V" SW era disponibile sia la trazione anteriore, sia quella integrale. Per la versione 1.3/1.7 8V la trazione alle ruote posteriori era a inserimento elettronico comandato da interruttore posto in plancia e controllata da apposita centralina elettronica, sistemata nel bagagliaio. La centralina era sensibile a decelerazioni improvvise e superiori a 1G e alla frenata; in questi casi provvedeva a disinserire il retrotreno, consentendo il corretto funzionamento dell'ABS ove presente e un miglior controllo del veicolo durante la frenata/decelerazione.

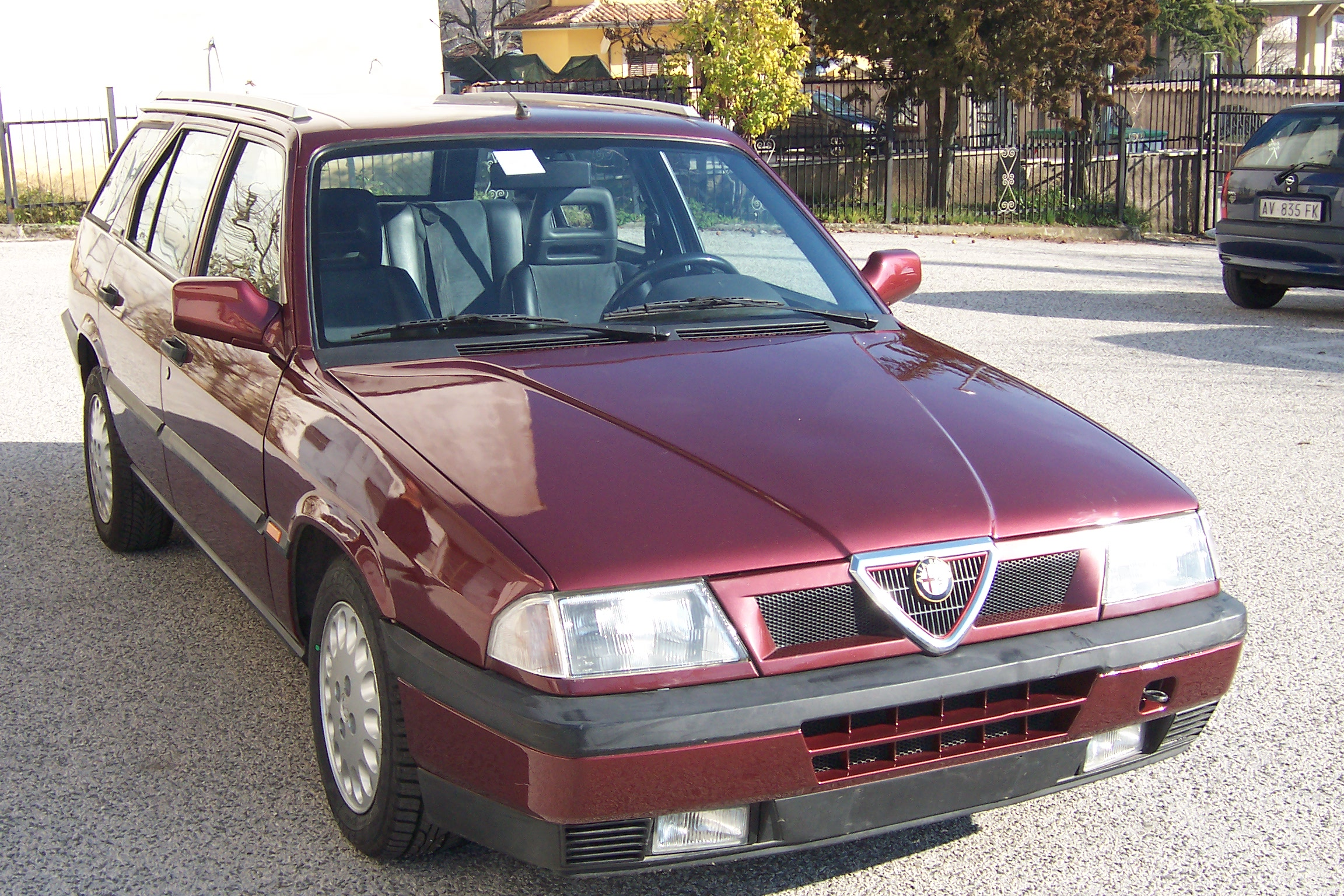
Alfa Romeo 33 Q4 Sport Wagon del 1993

Per la versione 16V denominata Permanent 4 (fino al 1993) oppure Q4 (dal 1994) e Q4 SportWagon con ABS e 4 dischi freni di serie, la motricità era costantemente attiva sulle 4 ruote e trasferita all'occorrenza al ponte posteriore da giunto Ferguson (o giunto viscoso); anche in questo caso il tutto era controllato da apposita centralina elettronica collocata nel bagagliaio.
Fu reintodotto il motore 1.2, nei soli mercati esteri dove previsto, che vide la potenza incrementata a 77 CV grazie ai due carburatori doppio corpo. 
Anche il 3 cilindri turbodiesel, aggiornato con l'adozione dell'intercooler e l'aumento della pressione di sovralimentazione a 1,2 bar, vide crescere la potenza a 84 CV.
La meccanica e il telaio subirono adeguamenti solo marginali, per correggere quanto possibile le noie alle sospensioni e alla geometria dell'avantreno, mentre l'abitacolo fu ulteriormente affinato.

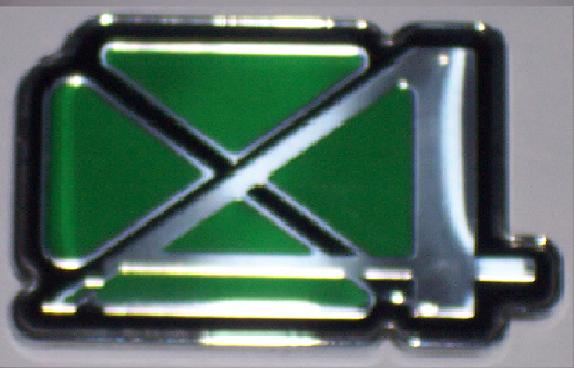
Logo posteriore versioni Q4

La nuova gamma comprendeva:
- 1.2 (1186 cm³, 77 CV, 165 km/h) (non per il mercato italiano)
- 1.3 V (1351 cm³, 88 CV, 176 km/h)
- 1.3 VL (1351 cm³, 88 CV, 176 km/h)
- 1.3 IE (1351 cm³, 90 CV, 178 km/h)
- 1.3 IE Feeling (1351 cm³, 90 CV, 178 km/h)
- 1.3 IE Hit (1351 cm³, 90 CV, 178 km/h)
- 1.3 IE Imola/Imola 3 (1351 cm³, 90 CV, 178 km/h)
- 1.3 IE L (1351 cm³, 90 CV, 178 km/h)
- 1.3 IE Privilege (1351 cm³, 90 CV, 178 km/h)
- 1.5 (1490 cm³, 105 CV, 188 km/h)
- 1.5 4X4 (1490 cm³, 105 CV, 182 km/h)
- 1.5 IE (1490 cm³, 97 CV, 186 km/h)
- 1.5 IE (1490 cm³, 105 CV, 188 km/h)
- 1.5 TI S (1490 cm³, 105 CV, 185 km/h)
- 1.7 IE (1712 cm³, 107 CV, 190 km/h)
- 1.7 IE 4X4 (1712 cm³, 107 CV, 188 km/h)
- 1.7 IE 4X4 cat. (1712 cm³, 105 CV, 183 km/h)
- 1.7 IE Absolute (1712 cm³, 105 CV, 188 km/h)
- 1.7 IE S (1712 cm³, 107 CV, 190 km/h)
- 1.7 IE S cat. (1712 cm³, 105 CV, 188 km/h)
- 1.7 IE 16V (1712 cm³, 137 CV, 207 km/h)
- 1.7 IE 16V cat. (1712 cm³, 129 CV, 203 km/h)
- 1.7 IE 16V Quadrifoglio Verde (1712 cm³, 132 CV, 205 km/h)
- 1.7 IE 16V Quadrifoglio Verde S (1712 cm³, 137 CV, 208 km/h)
- 1.7 IE 16V Permanent 4 Quadrifoglio Verde S cat (1712 cm³, 129 CV, 198 km/h)
- 1.7 IE 16V Permanent 4 Quadrifoglio Verde S (1712 cm³, 132 CV, 200 km/h)
- 1.7 IE 16V Q4 (1712 cm³, 129 CV, 198 km/h)
- 1.8 TD (1779 cm³, 84 CV, 175 km/h)
- 1.8 TD Eco (1779 cm³, 84 CV, 175 km/h)

A tale lista andrebbe aggiunta una 4x4 con motorizzazione 1300, con trazione integrale inseribile derivata dalla 1.5, nella sola versione Sport Wagon prodotta in relativamente pochi esemplari (3129) dal '90 al '94 (dal '91 anche catalizzata), oggi una vera rarità.

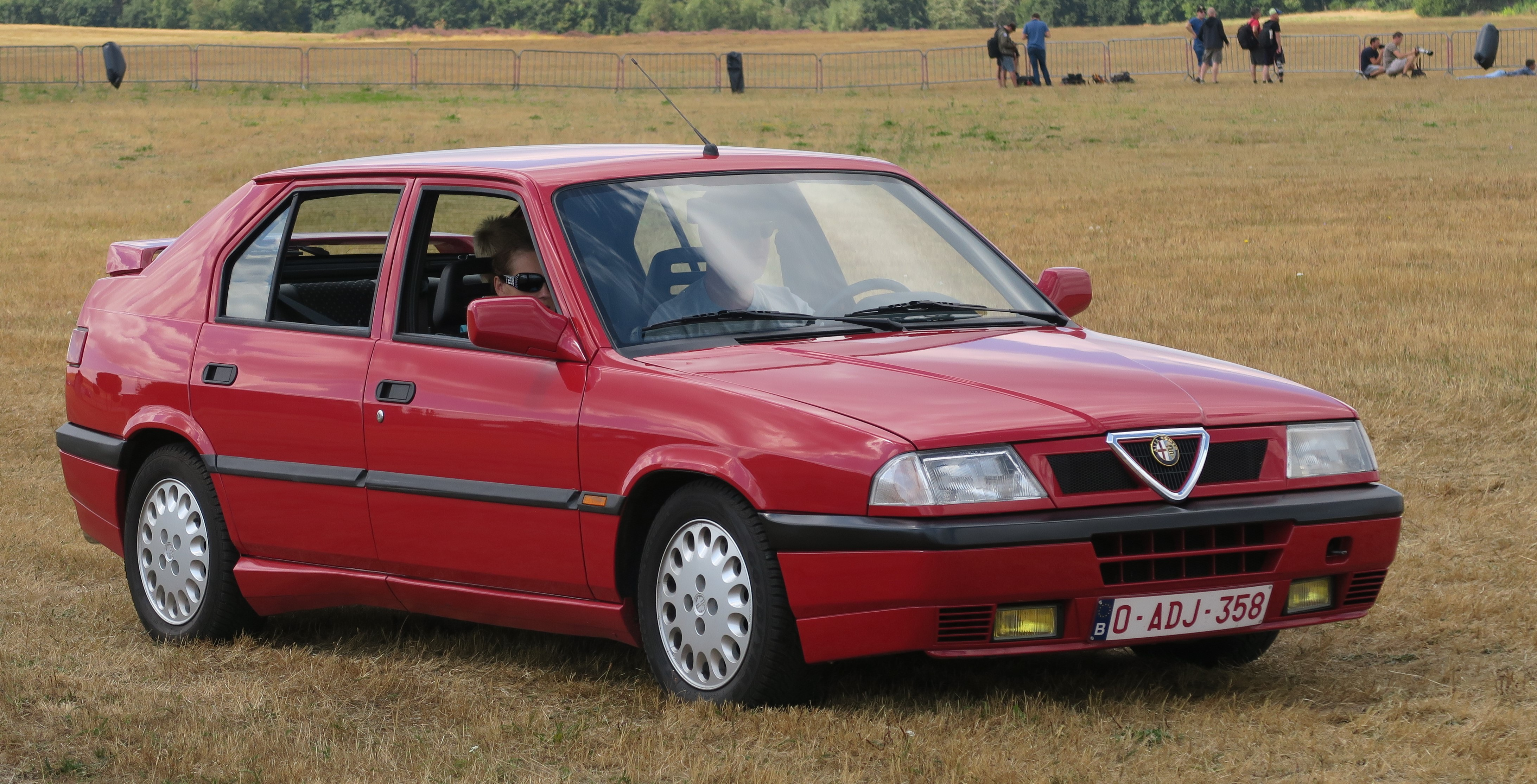
Alfa Romeo 33 II Serie Quadrifoglio del 1990

Le versioni con motore di 1.5 e 1.7 litri 8v si distinguevano per i paraurti in tinta e l'allestimento più ricco, mentre Quadrifoglio Verde e Permanent/Q4 avevano una connotazione decisamente sportiva: mascherina anteriore con scudetto cromato bordato di rosso, spoiler anteriore e specchi retrovisori esterni in tinta, alettone posteriore in tinta, bandelle sottoporta in tinta, paraurti maggiorati in tinta, ruote in lega specifiche e sedili sportivi.
Nel 1992 venne tolta di listino la Turbodiesel, mentre all'inizio del 1993, con l'obbligo del catalizzatore, tutti i motori vennero dotati di impianto di iniezione multipoint e marmitta catalitica. Le potenze erano di 90 CV per le 1.3 i.e., di 97 CV per le 1.5 i.e., di 107 CV per le 1.7 i.e. e di 132 CV per le 1.7 i.e. 16v.
Fu invece eliminato dai listini esteri (mai commercializzato in Italia) il 1.2 da 77 CV.

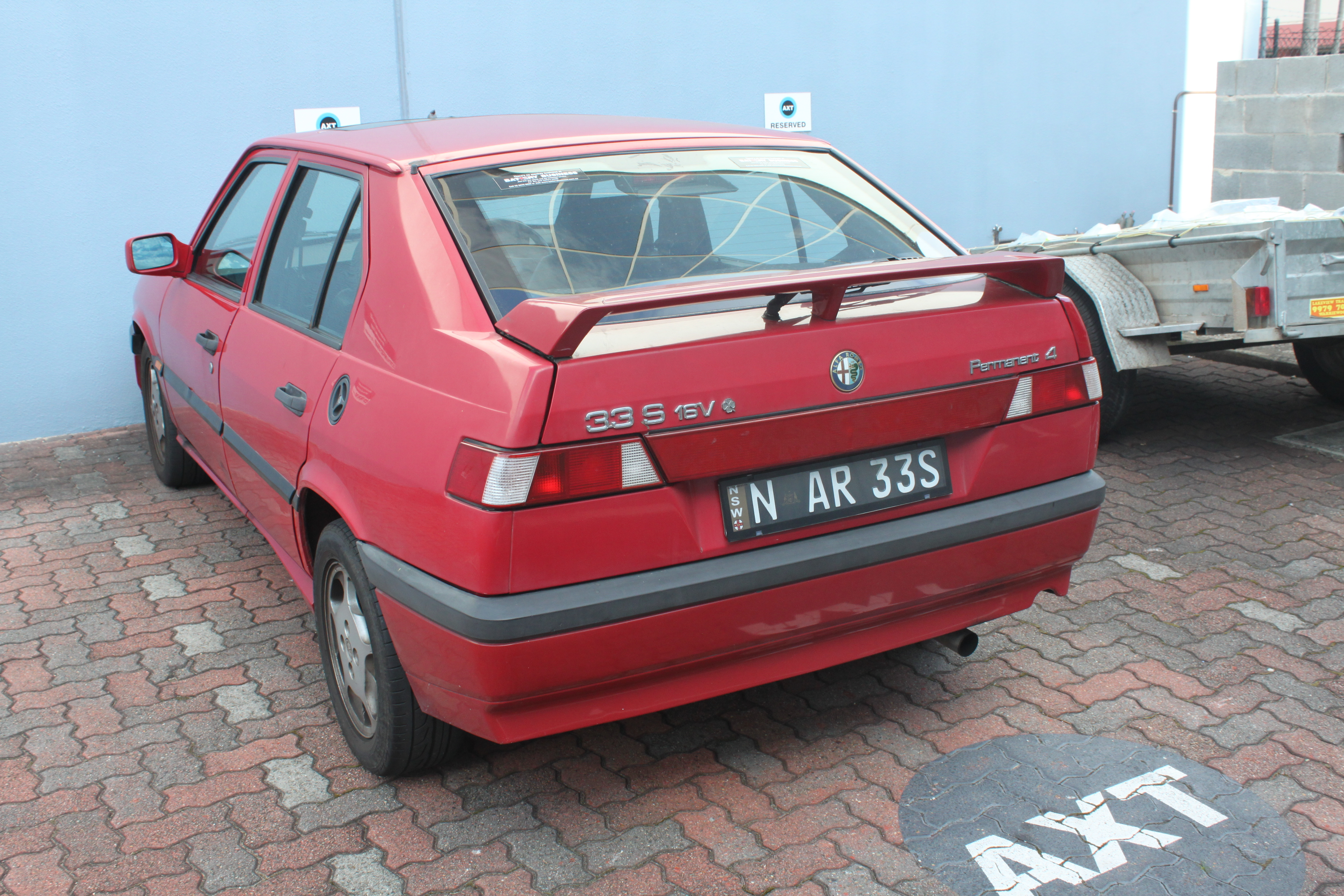
Retro di una 33 S Permanent 4

Tra le versioni speciali si può ricordare la 33 Imola, dapprima la versione Imola del 1992/93, poi Imola 3 del 93/94, con motore 1351 cm³ boxer iniezione elettronica - 90 CV Catalitica, avente particolari finiture sia estetiche che di interno, come minigonne aerodinamiche, alettone posteriore, indicatori di direzione bianchi, cerchi in lega diamantati, sedili sportivi pelle/alcantara (a differenza della Imola 1, che era allestita con sedili sportivi in tappezzeria scozzese e sky nero ai lati), poggia testa posteriori, pomello cambio e volante in pelle, autoradio, ed altri accessori di serie. Auto particolarmente aggressiva e sportiva nell'estetica, disponibile nei colori rosso, bianco e nero, nero met e grigio.
Così, dal 1993 al 1995, la 33 continuò ad essere presente sul mercato con le sole versioni catalizzate, giungendo alla soglia del milione di esemplari. Nell'autunno del 1994 la 33, che ormai sentiva veramente il peso di ben undici anni di carriera, prima di uscire definitivamente di scena affiancò la neonata 145, sua erede, fino all'esordio della 146 nel 1995, anch'essa destinata a rimpiazzarla.

## Motorizzazioni
| Motore            | Periodo | Disposizione        | Cilindrata cm³ | Alimentazione                          | Potenza@giri/min              | Coppia massima@giri/min | 0-100 km/h s | Velocità max. (km/h) |
| 1.2 (*)           | 1983-86 | 4 cilindri boxer    | 1186           | carburatore doppio corpo               | 50 kW (68 CV) @6.000          | 92 N⋅m@3.200            | -            | 162                  |
| 1.2 (*)           | 1990-93 | 4 cilindri boxer    | 1186           | 2 carburatori doppio corpo             | 57 kW (77 CV) @6.000          | 95 N⋅m@4.500            | -            | 165                  |
| 1.3               | 1983-90 | 4 cilindri boxer    | 1351           | carburatore doppio corpo               | 58 kW (79 CV) @6.000          | 113 N⋅m@3.500           | -            | 167                  |
| 1.3 S             | 1984-90 | 4 cilindri boxer    | 1351           | 2 carburatori doppio corpo             | 63 kW (86 CV) @5.800          | 121 N⋅m@4.000           | -            | 172                  |
| 1.3               | 1990-92 | 4 cilindri boxer    | 1351           | 2 carburatori doppio corpo             | 63-66 kW (86-90 CV) @6.000    | 119-122 N⋅m@4.500       | -            | 176-178              |
| 1.3 IE            | 1990-92 | 4 cilindri boxer    | 1351           | Iniezione elettronica monopoint        | 66 kW (90 CV) @6.000          | 109 N⋅m@4.500           | -            | 180                  |
| 1.3 IE (Cat.)     | 1992-95 | 4 cilindri boxer    | 1351           | Iniezione elettronica monopoint        | 65 kW (88 CV) @6.000          | 109 N⋅m@4.500           | -            | 178                  |
| 1.5               | 1983-85 | 4 cilindri boxer    | 1490           | carburatore doppio corpo               | 62 kW (84 CV) @5.800          | 123 N⋅m@3.500           | -            | 171                  |
| 1.5               | 1984-86 | 4 cilindri boxer    | 1490           | 2 carburatori doppio corpo             | 70 kW (95 CV) @5.750          | 133 N⋅m@4.000           | -            | 178                  |
| 1.5               | 1984-92 | 4 cilindri boxer    | 1490           | 2 carburatori doppio corpo             | 77 kW (105 CV) @6.000         | 133 N⋅m@4.000           | -            | 185                  |
| 1.5 IE            | 1990-92 | 4 cilindri boxer    | 1490           | Iniezione elettronica monopoint        | 77 kW (105 CV) @6.000         | 126 N⋅m@4.000           | -            | 188                  |
| 1.5 IE (Cat.)     | 1992-95 | 4 cilindri boxer    | 1490           | Iniezione elettronica monopoint        | 71 kW (97 CV) @6.000          | 125 N⋅m@4.000           | -            | 186                  |
| 1.7               | 1986-90 | 4 cilindri boxer    | 1712           | 2 carburatori doppio corpo             | 87 kW (118 CV) @5.800         | 152 N⋅m@3.500           | -            | 196-200              |
| 1.7 IE            | 1988-92 | 4 cilindri boxer    | 1712           | Iniezione elettronica monopoint        | 81 kW (110 CV) @5.800         | 151 N⋅m@4.500           | -            | 188                  |
| 1.7 IE (Cat.)     | 1988-90 | 4 cilindri boxer    | 1712           | Iniezione elettronica monopoint        | 77 kW (105 CV) @5.500         | 149 N⋅m@4.500           | -            | 184                  |
| 1.7 IE (Cat.)     | 1992-95 | 4 cilindri boxer    | 1712           | Iniezione elettronica monopoint        | 79 kW (107 CV) @5.800         | 149 N⋅m@4.500           | -            | 188                  |
| 1.7 IE 16V        | 1990-92 | 4 cilindri boxer    | 1712           | Iniezione elettronica monopoint        | 98-101 kW (133-137 CV) @6.500 | 157-161N⋅m@4.600        | -            | 205-208              |
| 1.7 IE 16V (Cat.) | 1992-95 | 4 cilindri boxer    | 1712           | Iniezione elettronica monopoint        | 95-97 kW (129-132 CV) @6.500  | 151-155 N⋅m@4.600       | -            | 203                  |
| 1.8 TD            | 1986-90 | 3 cilindri in linea | 1779           | Iniezione indiretta, turbo             | 53 kW (72 CV) @4.000          | 153 N⋅m@2.400           | -            | 165                  |
| 1.8 TD            | 1990-93 | 3 cilindri in linea | 1779           | Iniezione indiretta, turbo intercooler | 62 kW (84 CV) @4.200          | 178 N⋅m@2.400           | -            | 175                  |

(*) Non disponibile per il mercato italiano.

## Alfa Z33 Tempo Libero
Nel 1984 la Zagato presentò, al Salone di Ginevra, una sorta di monovolume compatto di 4,0 m di lunghezza, 1,72 m di larghezza e 1,60 m di altezza basato sull'Alfa Romeo 33. Il veicolo, che presentava forme innovative per gli anni ottanta e non in linea con le altre vetture del marchio, non raggiunse mai la produzione in serie nonostante le linee di assemblaggio della Zagato fossero già pronte, a causa della crisi economica e situazione finanziaria in cui versa l'Alfa in quegli anni, rimanendo perciò solamente allo stato di prototipo.

## La versione cabriolet
Nel 1994, la carrozzeria milanese Engalcar, collaborando con la Fiat e la rivista AutoOggi, realizzò in soli due mesi la Cabrio 33S (rimasto prototipo), basata sulla Alfa 33 MY1989 Permanent 4 Quadrifoglio Verde S. La particolare vernice verde di questa vettura, realizzata dalla Ppg Ivi, è capace di variare la propria tonalità del colore a seconda dell'intensità di luce solare che colpisce l'auto.

## Alfa Romeo 33 e Le forze dell'ordine
Come negli anni Settanta accadde per l'Alfasud, a partire dal 1985 anche l'Alfa Romeo 33 fu adottata dalle forze di polizia per la squadra volante, dai vigili del fuoco come auto di servizio e nei grandi centri urbani, sia come vettura con le insegne ufficiali che come auto civetta.